# Анархизм

«А» в круге — символ анархизма. Вместе они означают «Анархия — мать порядка» — знаменитую фразу Прудона

Анархи́зм (греч. ἀναρχία [анархия] — «безвластие, отсутствие власти», от ἀρχή — «власть» и ἀν- — «без-») — общее наименование систем взглядов, основывающихся на человеческой свободе и отрицающих необходимость принудительного управления и власти человека над человеком.
Существует множество различных направлений анархизма, которые часто расходятся в тех или иных вопросах, от второстепенных и вплоть до основополагающих (в частности — относительно взглядов на частную собственность, рыночные отношения, этнонациональный вопрос).
Анархисты выступают за самоуправление, то есть за систему независимых собраний граждан, самостоятельно управляющих своей жизнью и трудом на рабочем месте, в районе проживания. Анархистское общество представляет собой добровольную конфедерацию таких собраний.
Анархисты отрицают полезность подавления одних людей другими и привилегии одних участников общественного процесса по отношению к другим, предлагая заменить любые механизмы государственного принуждения свободным сотрудничеством индивидов. По мнению анархистов, общественные отношения должны основываться на личной заинтересованности, добровольном согласии и ответственности каждого участника.
Отношения анархистов к ликвидации принудительных видов власти могут разниться в зависимости от конкретных течений анархизма. В качестве таковых анархистами некоторых направлений может рассматриваться не только политическое принуждение, но и отношения найма, брачные отношения или животноводство. Другие виды анархистов, в свою очередь, выступают только против государственного принуждения.

## О сути анархизма и нескольких внутренних вопросах

Традиционный чёрный флаг анархистов

Существует много типов и традиций анархизма, и не все они взаимоисключающие: как правило, конкретные анархисты являются сторонниками нескольких анархических учений одновременно как дополняющих друг друга: например, анархист может быть одновременно сторонником безгосударственных коммунистических идей и зелёного анархизма. Часть анархистов традиционно считает себя левыми, выступающими против не только государственности, но также частной собственности, капитализма, рыночных отношений. К данному направлению относятся анархо-коммунисты, большинство анархо-коллективистов и анархо-синдикалистов.
Ещё в 1927 году, отвечая на «Платформу», предложенную Петром Аршиновым и поддержанную Нестором Махно, «группа русских анархистов в изгнании» писала (при этом отмечалось, что данные положения были сформулированы в ходе гражданской войны в России в 1918—1919 годах, в ходе попытки объединения российских анархистов для совместной революционной борьбы):
(…) были признаны: либертарный коммунизм как основная материальная и организационная основа нового общества, синдикализм (в широком понимании) как основной метод действия и организации этой основы, индивидуализм как цель и смысл всего этого процесса.

Было констатировано, что все три подхода — коммунизм (либертарный), синдикализм, индивидуализм — по сути, есть лишь три существенных элемента одного и того же целостного процесса: достижение методами классовой организации и классового действия трудящихся масс («синдикалистский» метод) анархического коммунистического общества, которое призвано служить необходимой социальной базой для полного расцвета свободной индивидуальности.
При этом часть современных анархистов даже выступает в поддержку капиталистических отношений (например, анархо-капиталисты), часть является сторонниками рыночных отношений, но отрицает при этом капитализм (мютюэлисты, агористы). При этом всё-таки представители «правого» анархизма составляют меньшинство относительно анархистского движения в целом, в то время как бо́льшая часть анархистов по всему миру придерживается идей левого толка. По словам современной анархистки Синди Милштейн, анархизм — «политическая традиция, постоянно находившаяся в месте соприкосновения индивидуального и общественного».
Среди анархистов нет однозначного отношения к организованности движения: часть выступает за создание анархистских организаций (в том числе анархистских профсоюзов — анархо-синдикалисты), другие же выступают резко против, отстаивая в частности принцип действия через аффинити-группы, когда активисты группируются по принципу личного знакомства.
Направления анархистской философской мысли включают в себя широкий спектр идей от крайнего индивидуализма до безгосударственного коммунизма. Одна часть анархистов отрицает любые виды принуждения и насилия (например — толстовцы, представители христианского анархизма), выступают с пацифистских позиций. Другая же часть анархистов наоборот поддерживает насилие, как необходимую составляющую повседневной борьбы за свои идеалы, в частности выступая с позиций пропаганды социальной революции, как единственной возможности достижения анархистского идеала вольного общества.

## Базовые принципы анархизма
Теория анархизма предусматривает следующие принципы:
- Отсутствие принудительной власти подразумевает, что в анархистском обществе один человек либо группа лиц не будут навязывать своё мнение, желание и волю другим лицам. Это же подразумевает отсутствие иерархии и представительной демократии, равно как и авторитарного правления. Анархизм исключает любого рода призывы к построению общества тоталитарного типа, при котором все люди будут подвергнуты тотальному контролю, а все сферы человеческой жизни будут стандартизированы вплоть до полного единообразия. Как раз наоборот, анархизм призывает к максимальному развитию каждой отдельной личности и индивидуализированному подходу к решению проблем и потребностей отдельных людей, если на это существуют возможности[11].
- Свобода от принуждения предполагает отказ от принуждения одних людей другими к участию в какой бы то ни было деятельности, будь то в интересах отдельного человека или даже всего общества, против его воли. Участие в общественно значимых действиях либо проектах должно осуществляться, по мысли анархистов, не под внешним давлением, но при условии проявления личной ответственности перед обществом, частью которого он является[12].
- Свобода ассоциаций предполагает, что в обществе, организованном на анархистских принципах, возможны любого рода ассоциации для удовлетворения всех общественных потребностей, любые общественные структуры должны создаваться свободно объединившимися людьми, обладающими равным правом определять будущее общества[13]. Общество — свободная ассоциация трудовых коммун на основе общественного самоуправления.

Анархисты полагают, что на место принудительной власти должен быть привнесён принцип действительной низовой инициативы, когда люди сами, коллективно будут решать общественные вопросы, и индивидуально (без вреда для других) свои личные вопросы. Ради решения любых проблем, которые касаются общества в целом, а также осуществления проектов, которые затрагивают широкие слои общества, инициатива должна выстраиваться снизу вверх, а не наоборот, как это имеет место в современном мире. Если будет необходимость в крупных организациях, например, по сбору и утилизации отходов, развитию компьютерных технологий, использованию природных ресурсов, организации промышленного производства, энергоснабжения и чего бы то ни было ещё, анархисты предлагают создавать федеративные сообщества снизу вверх, вплоть до всемирного уровня, либо на конфедеративных началах, с широким разветвлением горизонтальных связей. При создании федералистских образований анархисты предлагают осуществлять их через систему делегирования, с правом немедленного отзыва делегатов, базирующуюся на принципе императивного мандата. Федерации основываются на тех же базовых принципах, но действуют через представительство от коллективов. Такие делегаты не должны принимать решений за выдвинувших его людей, но должны выполнять возложенные на них обязательства (в этом и заключается принцип императивного мандата).
Два последующих принципа взаимосвязаны:
- Взаимопомощь — это синоним сотрудничества. Когда люди работают сообща, их деятельность заметно эффективнее, нежели когда каждый работает поодиночке. Коллективное взаимодействие — это укороченный путь к достижению необходимого результата при возможно меньшей затрате усилий[17].
- Разнообразие — залог наиболее полноценной жизни каждого отдельного человека, из которых состоит общество. Фордистско-тейлористская организация производства, стандартизация массового производства, унификация отчуждают людей друг от друга, способствуют раздроблению общества на эгоистов, озабоченных только своими собственными интересами в ущерб окружающим. Данные тенденции к тому же способствуют разрушению окружающей среды[18]. С другой стороны, тенденции развития цивилизации способствуют развитию разнообразия рабочего процесса, дестандартизации и демассификации (что делает анархизм только более актуальным направлением общественной мысли), а потому ужасы конвейеризации человеческой жизни, неотъемлемо сопровождающие индустриализм, выглядят, по крайней мере в странах, уже прошедших процесс индустриализации, отходящими в прошлое[19].

Можно сказать, что разнообразие — это более экологичная форма организации, так как подразумевает индивидуализированный подход к производству и потреблению, и, кроме того, анархисты полагают, что общественные организации более эффективно удовлетворяют интересы людей тогда, когда те имеют возможность формировать их по своему усмотрению. Когда человеческая жизнь основывается на разнообразии, люди взаимодействуют более естественно и непосредственно. Кроме того, разнообразие приводит к тому, что отдельных людей становится всё сложнее контролировать. С другой стороны нельзя идеализировать понятие «разнообразие», так как оно возможно и в капиталистическом обществе (и не только в той форме, в которой рассматривал этот вопрос Элвин Тоффлер), что порождает пресловутое «общество потребления», которое как раз наоборот облегчает осуществление власти государством и капитализмом и, кроме того, способствует всё более стремительному исчерпанию природных ресурсов.
Анархизм возможен только при так называемой «пространственной неопределённости», то есть когда невозможен тотальный контроль «сверху». Развитие современных технологий только усиливают данный контроль, вроде бы не давая возможности возникнуть такому строю, как анархизм. Между тем в сообществе свободных технологий есть другая неопределённость: между заказчиком и потребителем товара. Так что в этом смысле как строй анархизм в современных условиях всё равно возможен.
- Равенство означает отсутствие иерархии, одинаковые для всех возможности удовлетворения своих личных потребностей в искусстве, творчестве, продуктах труда, а также равный доступ ко всем общественным благам, в том числе последним достижениям науки и техники[23].
- Братство подразумевает, что все люди являются равными, что интересы и потребности одних не могут быть важнее и/или ценнее интересов и потребностей других людей.

## Неправильное представление

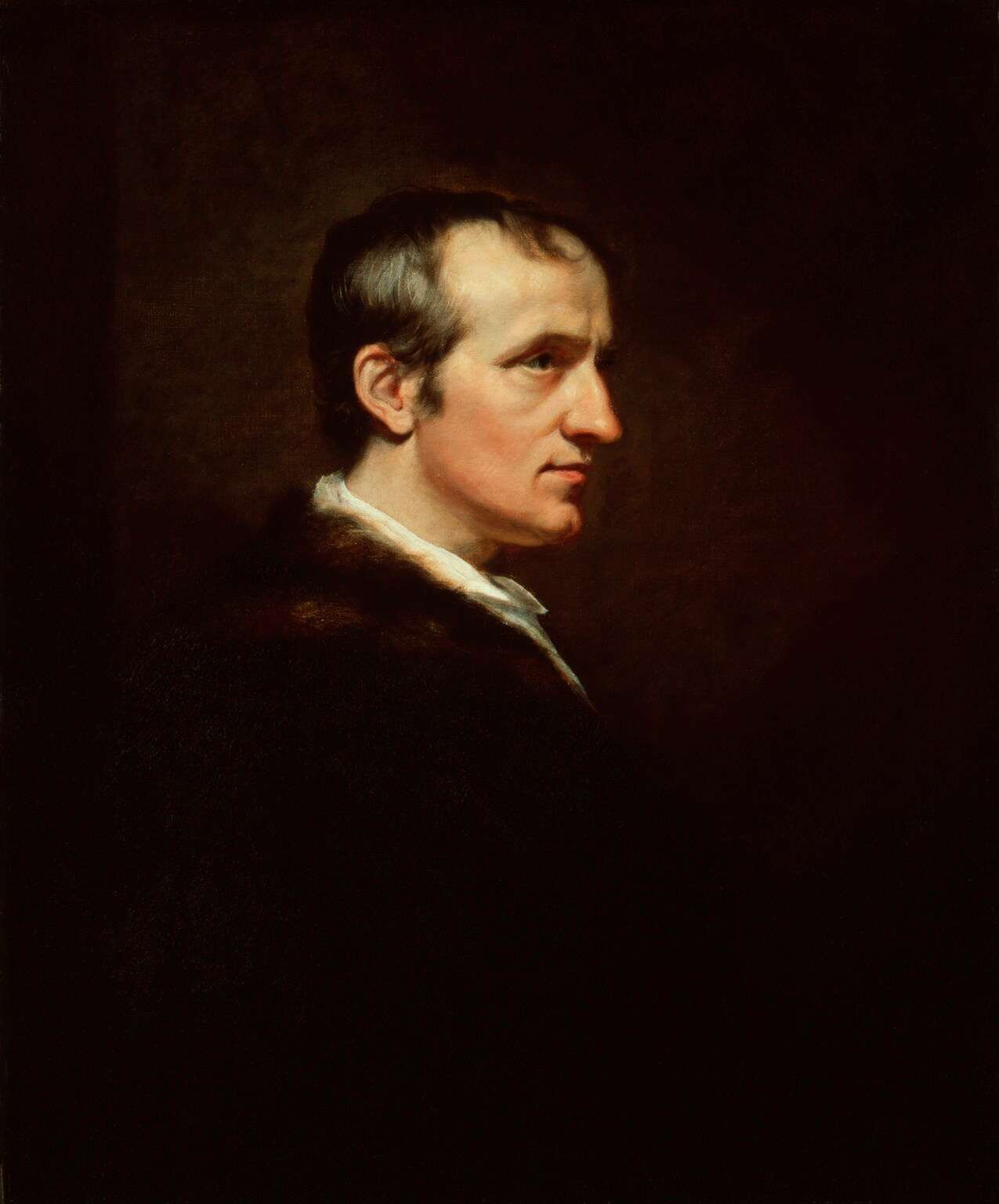
Уильям Годвин (1756—1836), один из основоположников анархизма

По мнению сторонников анархизма, понятия «анархизм» и «анархия» принадлежат к числу тех, которые наиболее часто представляются общественностью в искажённом виде и ошибочно используются в значении «хаос» или «беспорядок» — при этом утверждается, что анархисты якобы желают общественного хаоса и возврата к «законам джунглей», то есть фактически выставляются сторонниками гоббсовской «войны всех против всех».
В ответ на это анархисты указывают, что греческую приставку αν- в слове «αναρχία» следует понимать не как «отсутствие», то есть безвластие, а как «противостояние» или «противоположность» (принудительной власти):
Анархическая партия [движение, если использовать современную терминологию — прим. ред.] не побрезговала навязываемым ей названием и приняла его. Сначала она настаивала на маленькой чёрточке между ан и архией, объясняя, что в этой форме слово ан-архия, греческого происхождения, означает не «беспорядок», а «отсутствие власти». Но скоро она приняла его, как есть, не задавая лишней работы наборщикам и не отягощая своих читателей уроками греческого языка.

Таким образом, слово анархия вернулось к своему первоначальному, обычному и общепринятому смыслу, как-то выраженному в 1816 году в следующем замечании английского философа Иеремии Бентама: «Философ, — писал он, — желающий изменить какой-нибудь дурной закон, не проповедует восстания против этого закона. Совсем иной характер у анархиста. Анархист отрицает самое существование закона, отвергает право закона приказывать нам, возбуждает людей к непризнанию в законе обязательного повеления и зовёт к восстанию против исполнения закона». В настоящее время смысл слова ещё расширился: анархист отрицает не только существующие законы, но и всякую установленную власть вообще; восстаёт против всякой власти, в какой бы форме она не проявлялась.
Сторонники анархизма считают, что в последнее время эта философия, несмотря на представление анархии как стремления к хаосу и полному насилия беспорядку, получает всё большее распространение. По их мнению, этому во многом способствует, в том числе, популярность движения за свободное распространение компьютерных программ, исходного кода, энциклопедий (в особенности компьютерных Интернет-энциклопедий, находящихся в максимально свободном доступе), свободный доступ к произведениям искусства и результатам научных исследований, а также анархические по своей сути проекты, вроде Freenet. А кроме того, росту популярности анархистских идей способствует кризис социального государства и крах авторитарных социалистических идеологий, что в особенности способствует возрождению анархистского профсоюзного движения:
Для IWA в 1990-х главное событие (или ряд событий) был падением Железного занавеса в начале десятилетия. Различные восстания восточноевропейских рабочих были заключительным доказательством (как будто они были всё ещё необходимы) полной неспособности авторитарного коммунизма освободить рабочий класс. Несомненно, будущие возможности для расширения анархо-синдикализма теперь ещё более ярки, чем те, что имели место десятилетие назад.

Социал-демократия теперь потеряла даже самое плохое оправдание себя как альтернативы глобальному капитализму. Рабочие всё более и более оказываются перед фактом, что социал-демократическое профсоюзное движение не будет их защищать. В то время как возможности анархо-синдикализма имеются в большом количестве. Есть также всеобъемлющая опасность самим стать на реформистский путь, бросившись заполнить пустоту, оставленную реформистским профсоюзным движением.

## Происхождение анархизма

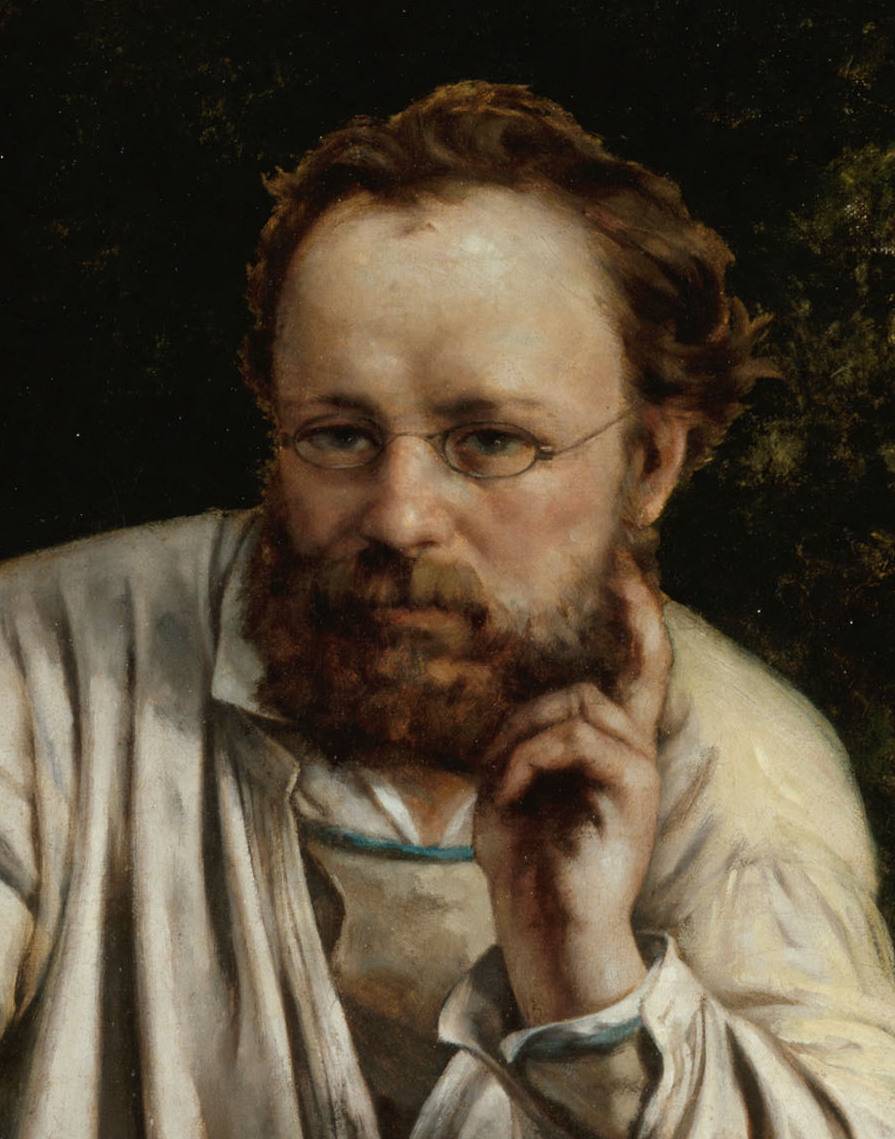
Пьер-Жозеф Прудон (1809 — 1865) — первый человек, назвавший себя анархистом

Первые анархистские идеи восходят к древнегреческим и древнекитайским философским школам (хотя ростки протоанархизма находят в разных странах мира, в том числе в Египте и других). К древнегреческим протоанархистам традиционно относят софистов (Антифонт — около 450/444 — около 365/360 гг. до н. э.) и киников (Диоген Синопский — умер около 330—320 годов до н. э.). К древнекитайским относят даосскую традицию Лао-цзы (VI—V вв. до н. э.) и Чжуан-цзы (около 369—286 годов до н. э.). Современный же анархизм возник из светского, равно как и религиозного направлений мысли эпохи Просвещения, в частности из аргументации Жан-Жака Руссо, его идей о свободе и морали.
Кроме того к предшественникам современного анархизма можно отнести ранних христиан, многие религиозные христианские группы, такие как, например, движение анабаптистов.
Непосредственно же первым теоретиком современного анархизма стал Уильям Годвин (1756—1836), развивавший идеи, лёгшие впоследствии в основу современной анархистской мысли (правда, он ещё не пользовался термином «анархизм»):

«(…) в Англии, уже в 1793 году, выступил Годвин, опубликовав свой поистине замечательный труд «Исследование политической справедливости и её влияния на общественную нравственность» (Enquiry concerning Political Justice and its influence on general virtue and happiness), где он явился первым теоретиком социализма без правительства, то есть анархизма (…)».
Первым же либертарным теоретиком, открыто назвавшим себя анархистом, выступил Пьер Жозеф Прудон, по праву считающийся подлинным основателем современной анархистской традиции (в отличие от Годвина он имел последователей и к тому же называл уже себя открыто анархистом). Он выступил с идеей «спонтанного порядка» (система координации в экономике, когда независимые участники производят свои действия, побуждаемые исключительно собственными интересами, основываясь на самостоятельно полученной информации), противопоставив её идеям централизма, предложив идею «положительной анархии», когда порядок возникает в результате того, что все делают то, что они сами желают делать, и такая система самоуравновешивается, приходя к естественному порядку, и где «одни только деловые операции создают общественный строй». При этом, как и Годвин, Прудон выступал против революционного преобразования общества, он представлял анархию как

«форму правительства или конституции, в которой общественное и личное сознание, сформированное через развитие науки и закона, достаточных, чтобы поддерживать порядок и гарантировать все свободы. В таком случае, как следствие, учреждения полиции, превентивных и репрессивных методов, бюрократического аппарата, налогообложение и так далее, [должны были] уменьшаться до минимума. В этом, в особенности, формы монархии и усиленной централизации исчезают, чтобы быть заменёнными федералистскими учреждениями и образом жизни, основанной на коммуне».
Под «коммуной» Прудон подразумевал местное самоуправление. Его идеи вдохновляли многих последователей анархизма в XIX—XX столетиях.
В 1850 году Ансельм Бельжарри написал «Анархический манифест».

## Основные направления в анархизме

### Индивидуалистический анархизм

Флаг индивидуалистического (эгоистического) анархизма

Индивидуалистический анархизм, или анархо-индивидуализм, включает в себя несколько традиций, которые отстаивают идею о том, что

«индивидуальная совесть и преследование личного интереса не должны быть ограничены никаким коллективом или органом государственной власти».
Индивидуалистический анархизм поддерживает идею собственности, которая удерживается индивидом для себя, является частной. Это радикально отличает индивидуалистов от социалистов/коллективистов/коммунистов/коммунитаристов, которые выступают против данного подхода, причём одни из них выступают за коллективное владение собственностью (как правило, противопоставляя понятия личной и частной собственности), а другие и вовсе отрицают понятие собственности, утверждая, что «всё принадлежит всем». Идеи анархо-индивидуализма развивали Макс Штирнер, Вордсворт Донисторп, Бенджамен Таккер, Генри Дэвид Торо отчасти Алексей Боровой, Мюррей Ротбард и другие.

#### Эгоизм Макса Штирнера

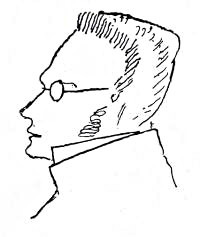
Философ девятнадцатого столетия, младогегельянец Макс Штирнер, заложивший основы анархо-индивидуализма (эскиз, сделанный Фридрихом Энгельсом)

Самой крайней формой анархистского индивидуализма называют «эгоизм», — учение, разработанное одним из самых ранних и самых известных сторонников индивидуалистического анархизма (хотя, как и Уильям Годвин, и не называвшим себя анархистом) Максом Штирнером. Книга Штирнера «Единственный и его собственность» («Der Einzige und sein Eigentum») была издана в 1844 году и является основополагающим текстом данной философской традиции. В соответствии с концепцией Штирнера, единственное ограничение прав человека — это его сила, ограничиваемая силой других:

«Дети не имеют права на совершеннолетие, потому что они несовершеннолетние: то есть потому что они дети. Народы, не добившиеся полноправия, не имеют права на полноправие: выйдя из состояния бесправия, они приобретают права на полноправие. Другими словами: то, чем ты в силах стать, на то ты имеешь право. Все права и все полномочия я черпаю в самом себе. Я имею право на всё то, что я могу осилить. Я имею право низвергнуть Зевса, Иегову, Бога и так далее, если могу это сделать, если же не могу, то эти боги всегда останутся относительно меня правыми и сильными, я же должен буду преклониться перед их правом и силой в бессильном „страхе Божием“, должен буду соблюдать их заповеди и буду считать себя правым со всём, что я ни совершу согласно их праву, как русская пограничная стража считает себя вправе застрелить убегающих от неё подозрительных людей, действуя по приказу „высшего начальства“, то есть убивая „по праву“. Я же сам даю себе право убивать, пока я сам того не воспрещу себе, пока я сам не буду избегать убийства, не буду бояться его как „нарушения права“. Подобная мысль проводится в стихотворении Шамиссо „Долина убийств“, где седой убийца, краснокожий, вызывает благоговейное чувство у европейца, у которого он убил товарищей. Я только на то не имею право, чего я не делаю вполне свободно и сознательно, то есть на то, на что я сам себя не уполномочиваю».
Штирнер исходил из права силы. Согласно его концепции любое общество — это призрак, его не существует, реально только «Я». Он выступал защитником собственности, приобретённой физической силой, властью, но не моральным правом.
При этом Штирнер выступал за определённого рода защиту своих прав и предрекал создание добровольного «союза эгоистов», в котором общая цель сплачивает индивидов. Как только цели индивидов в союзе начинают расходиться, союз начинает распадаться. Отношение к государству у Макса Штирнера было несколько противоречивым: с одной стороны он полагал его существование незаконным, противоестественным, но не считал в то же время необходимым, чтобы люди его уничтожили, хотя он и рекомендует от него избавиться. По сути, он выступает с позиции игнорирования существования государства, — там, где оно находится в противоречии с интересами личности, и согласия с его наличием, когда их интересы совпадают. Однако, считая, что никто не обязан насильственно устранять государство, он в то же время полагал, что государство в конечном счёте разрушится в результате повсеместного распространения эгоизма.
В России анархистский индивидуализм, разработанный Штирнером, соединённый с идеями Фридриха Ницше, привлёк небольшое количество богемных художников и интеллектуалов, таких как Лев Чёрный, и ряд других одиночек, которые находили самовыражение в преступлениях и насилии. Они отрицали необходимость создания организаций, считая, что только неорганизованные, спонтанно действующие люди обезопасены от принуждения, и именно это делало их верными последователями идеалов анархизма. Такой тип анархистского индивидуализма вдохновлял, в частности, анархо-феминистку Эмму Гольдман. Хотя эгоизм Штирнера и индивидуалистичен, тем не менее он оказывал влияние и на определённую часть анархо-коммунистов. Формы либертарного коммунизма, подобные этой, развивались Ситуационистским интернационалом, чрезвычайно, по своей природе, эгоистичным.

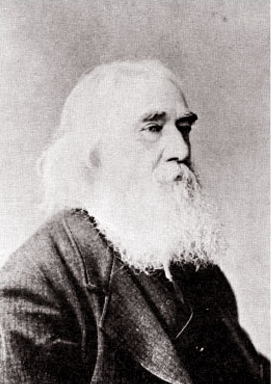
Лизандр Спунер, один из крупнейших представителей американской анархистской традиции. Он поддерживал идеи естественных прав и рыночной экономики

#### Американская традиция
Другая форма анархо-индивидуализма отстаивалась «Бостонскими анархистами», американскими индивидуалистами, которые поддерживали частную собственность, обмениваемую на свободном рынке. Они отстаивали свободу и собственность частных организаций. Однако бостонские анархисты также были последовательными противниками наёмного труда, монополий и ростовщичества. Бенджамин Такер писал что «Анархизм выступает за уничтожение государства и ростовщичества; за ликвидацию власти и эксплуатации человека человеком» То что одни люди нанимают других, эксплуатируют чужой труд, для них было проблемой, они требовали, чтобы:

«всё естественное необходимое для производства богатств было доступно для всех на равных [условиях] и что монополии, являющиеся результатом специальных привилегий, должны были быть отменёнными законом».
Они полагали, что государственно-монополистический капитализм (определённый как спонсируемая государством монополия) препятствует тому, чтобы труд был полноценно вознаграждён.
При этом даже среди американских индивидуалистов XIX века, не было монолитной доктрины, поскольку они не соглашались друг с другом по различным вопросам, включая права на интеллектуальную собственность и владение правом собственности на землю. Главное расхождение имело место позже, в девятнадцатом столетии, когда Такер и ряд других отказались от концепции естественного права и перешли в «эгоисты», в духе штирнеровской философии. Некоторые «Бостонские анархисты», такие как Такер, идентифицировали себя в качестве «социалистов» — термин, который в то время имел широкое и несколько неопределённое значение, подразумевавшее приверженность идеям решения «рабочей проблемы» посредством радикальной экономической реформы.
С началом двадцатого столетия популярность индивидуалистического анархизма падает, хотя позже эти идеи и были пересмотрены и модифицированы Мюрреем Ротбардом и анархо-капиталистами в середине двадцатого столетия, в потоке более широкого либертарианского движения.

### Мютюэлизм

Флаг Мютюэлизма

Мютюэлизм берёт начало в XVIII веке в английском и французском рабочих движениях — ещё до того, как они приняли анархистскую форму (что было связано с работами Пьера Жозефа Прудона во Франции и других теоретиков — в Соединённых Штатах). Прудоновские идеи были введены Шарлем Дана (Charles A. Dana), анархо-индивидуалистами в Соединённых Штатах включая Бенджамина Такера и Уильяма Батчельдера Грина.
Мютюэлистский анархизм базируется на взаимности, свободе ассоциаций, добровольном контракте, федерализме, а также кредитах и денежной реформе. Согласно Грину, в мютюэлистской системе каждый рабочий получал бы «справедливую и точно положенную плату за его работу; услуги, эквивалентные в стоимости, являющейся обменом на услуги, эквивалентные в стоимости, без прибыли или скидки».
Ретроспективно мютюэлизм иногда характеризовался как экономический индивидуализм, но при этом также — и как идеологически промежуточный между индивидуализмом и коллективистскими формами анархизма.
В одном из произведений Гарри Гаррисона относительно доброжелательно, но с юмором описывался «режим» победившего мютюэлизма.

### Социальный анархизм
Социальный анархизм — одна из двух основных категорий анархизма, наравне с индивидуалистическим анархизмом. Понятие социального анархизма обычно используют, чтобы идентифицировать коммунитаристские формы анархизма, которые подчёркивают сотрудничество, кооперацию и взаимопомощь, при отрицании частной собственности на средства производства и капиталистических отношений. Социальный анархизм включает в себя анархо-коллективизм, анархо-коммунизм, либертарный социализм, анархо-синдикализм, социальную экологию и отчасти мютюэлизм.

#### Коллективистский анархизм
Коллективистский анархизм, также называемый революционным социализмом, является революционной формой анархизма, обычно связываемой с именами Михаила Бакунина и Иоганна Моста. В отличие от мютюэлистов, коллективистские анархисты выступают против всех форм частной собственности на средства производства, полагая, что такая собственность должна быть коллективизирована. Согласно концепции анархо-коллективистов, этого можно добиться только путём революции, которая начнётся актами насилия со стороны небольших групп революционеров («пропагандой действием»), что должно революционизировать рабочие массы, которые коллективизируют средства производства. Однако, при этом, коллективизация не должна распространяться на распределение доходов, поскольку рабочим должна будет выплачиваться заработная плата в соответствии с затраченным на работу временем. Это положение было позднее раскритиковано анархо-коммунистами, поскольку такая система «поддерживает систему наёмного труда». При этом анархо-коммунистические и коллективистские идеи отнюдь не были взаимоисключающими. Хотя коллективисты защищали систему заработной платы за труд, часть из них считали вполне возможным допустить что после революции, постепенно состоится переход к коммунистическим отношениям, а товарищ Михаила Бакунина по Первому интернационалу Джеймс Гильом, например, утверждал, что они были именно коммунистическими анархистами, но выбрали самоназвание коллективистов чтобы отличаться от коммунистов-государственников. Коллективистский анархизм возник тогда же, когда и марксизм, но выступил против марксистской идеи о диктатуре пролетариата, несмотря на декларируемую марксистами цель создания коллективистского безгосударственного общества.

#### Анархо-коммунизм

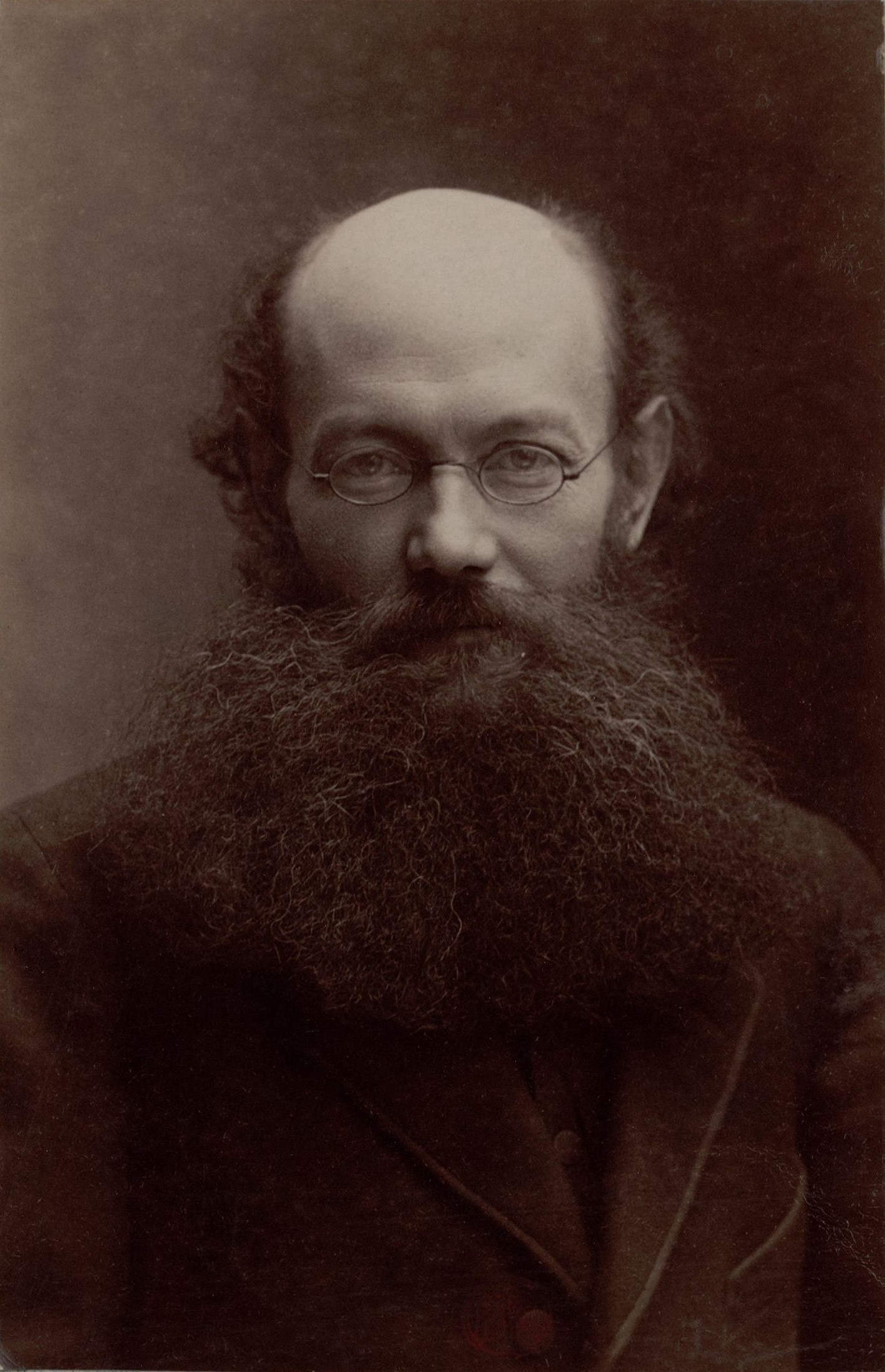
П. А. Кропоткин (1842—1921) — выдающийся теоретик анархо-коммунизма

Флаг анархо-коммунизма

Анархо-коммунисты утверждают, что действительно свободная форма социальной организации возможна только в таком обществе, которое состоит из самоуправляющихся коммун и общин, в которых организовано коллективное использование средств производства, внутри которых действует принцип прямой демократии, то есть коллективного, совместного принятия решений, а между собой эти коммуны связаны через объединение в федерации и/или конфедерации, посредством горизонтальных и вертикальных (построенных снизу вверх) связей.
Однако некоторые анархо-коммунисты выступают против мажоритарной природы прямой демократии, усматривая в ней потенциальную возможность препятствия свободе личности, то есть усматривают в этих отношениях иерархические начала, власть и основы для воссоздания государственности. Они считают более совершенной формой принятия группами решений поиск консенсуса. Поскольку при анархистском коммунизме деньги должны будут перестать существовать, люди не будут получать прямую компенсацию за труд (через разделение прибыли и оплаты труда), но должны будут иметь свободный доступ ко всем ресурсам и излишкам, произведённым коммуной. Согласно анархо-коммунистической концепции Петра Кропоткина и более поздним идеям Мюррея Букчина, члены такого общества будут спонтанно, добровольно выполнять весь необходимый труд, потому что они будут осознавать выгоды общественного владения предприятиями и взаимопомощи.
Кропоткин полагал, что частная собственность являлась одной из важнейших причин угнетения и эксплуатации и призывал к её отмене, выдвигая в противовес частной коллективную, общественную собственность. При этом он писал:
Совсем иной результат получится, если рабочие будут требовать права на довольство. Они заявят тем самым о своём праве завладеть всем общественным богатством, домами и расположиться там сообразно потребностям каждой семьи, захватить накопленные съестные припасы и распорядиться ими так, чтобы после слишком долгого голодания узнать наконец довольство. Они заявят таким образом о своём праве на все богатства - продукт труда прошлых и настоящих поколений - и распорядятся ими так, чтобы познакомиться наконец с высшими наслаждениями искусства и науки, слишком долго бывшими достоянием одних буржуа.

И, заявляя о своём праве на довольство, они — это ещё важнее — провозгласят вместе с тем своё право решать, что должно представлять собою это довольство, какие продукты нужно производить для его обеспечения и что можно оставить, как потерявшее всякую цену.
Отвечая же тем, кто утверждал, что анархо-коммунисты хотят всех загнать силой в коммунистическое общество, в котором нет места разнообразию, и все будут жить как в тюрьме или казарме, Кропоткин пояснял:
Мы вовсе не хотим складывать в кучу все пальто, чтобы потом распределять их (хотя даже и при такой системе те, которые дрожат теперь от холода без одежды, всё-таки остались бы в выигрыше).

Точно так же мы вовсе не хотим и делить деньги Ротшильда. Мы хотим устроить так, чтобы каждому родящемуся на свет человеческому существу было обеспечено, во-первых, то, что оно выучится какому-нибудь производительному труду и приобретёт в нём навык, а во-вторых, то, что оно сможет заниматься этим трудом, не спрашивая на то разрешения у какого-нибудь собственника или хозяина и не отдавая львиной доли всего своего труда людям, захватившим землю и машины.

#### Анархо-синдикализм
В начале XX века возник анархо-синдикализм, заняв своё особое место в рамках анархистской мысли. Сосредоточив намного больше внимания на рабочем движении, нежели все остальные формы анархизма, синдикалисты выдвигают идею о том, что профсоюзы являются той силой, посредством которой возможно осуществить радикальные социальные изменения в общественной жизни, произвести революцию, заменив капитализм и государство новым обществом, основанным на общественном самоуправлении трудящихся. Как и анархо-коммунисты, подавляющее большинство анархо-синдикалистов стремятся отменить систему наёмного труда и частную собственность на средства производства, в которых видят одни из важнейших причины разделения общества на класс имущих (собственников) и неимущих (наёмных работников, трудящихся).
Важнейшими принципами, на которых основывается анархо-синдикализм, являются рабочая солидарность, прямое действие (всеобщая забастовка и повседневная борьба на рабочем месте, саботаж), самоуправление рабочих. Всё это вполне совместимо и с другими направлениями анархизма, так что анархо-синдикалисты часто являются также анархо-коммунистами или анархо-коллективистами. Сторонники анархо-синдикализма выступают за развитие профсоюзных организаций трудящихся, поскольку это концентрирует трудящихся в рамках существующей системы и способствует тем самым социальной революции.
Ведущим анархо-синдикалистским теоретиком первой половины двадцатого столетия был Рудольф Роккер, чья брошюра 1938 года «Anarchosyndicalism» обрисовывала в общих чертах возникновение движения, его основные цели и значимость рабочего движения в будущем.
Хотя анархо-синдикализм подчас ассоциируется с рабочим движением начала двадцатого столетия (в особенности во Франции и Испании), многие синдикалистские организации активно действуют и сегодня, часть из которых по-прежнему представляет анархо-синдикалистский Интернационал (МАТ — Международная ассоциация трудящихся, созданная зимой 1922—1923 годов) и профсоюзную организацию Индустриальные рабочие мира (ИРМ). Существует и российская секция МАТ — КРАС. Часть синдикалистских профобъединений действуют, не являясь коллективными членами международных синдикалистских объединений, в частности, Центральная организация рабочих Швеции.

### Анархизм без прилагательных
«Анархизм без прилагательных», по словам историка Джорджа Ричарда Эсенвейна (George Richard Esenwein), «отдаёт на рассмотрение ненаписанные через дефис формы анархизма, то есть, доктрины без любых пометок квалификации, таких как коммунизм, коллективизм, мютюэлизм или индивидуализм. Для других … [это] было просто понято как отношение, которое допускало сосуществование различных анархистских школ». «Анархизм без прилагательных» подчёркивает гармонию среди различных анархистских фракций и пытается объединить их вокруг их общих антиавторитарных основ. Такая позиция была сначала принята в 1889 году Фернандо Тарридо дель Мармолем (Fernando Tarrida del Mármol), обеспокоенного «горькими дебатами» среди различных анархистских движений, как призыв к терпимости. Среди представителей данного направления можно назвать Вольтериану де Клер (Voltairine de Cleyre), Эррико Малатесту и Фреда Вудворта.

### Постклассический анархизм
Анархизм продолжает производить много эклектичных и синкретических философских направлений и движений; начиная с возрождения анархизма в США в 1960-х годах возникло много новых направлений. Так, например, анархо-капитализм развивался в качестве радикального крыла антигосударственного либертарианства, будучи, по сути, изрядно омоложённой формой анархо-индивидуализма. Данное направление вобрало многие идеи из экономической австрийской школы, экономики и права или теории государственного выбора. Собственные направления в анархизме также породили расцветающие в то время феминистские движения и движение защитников окружающей среды.
Постлевый анархизм — это тенденция, которая стремится дистанцироваться от традиционной «левой политики» и вообще покинуть жёсткие пределы идеологий. Постлевые анархисты утверждают, что анархизм был ослаблен тем, что слишком долго был частью «левого» движения, и единственным решением данной проблемы называется синтез разных направлений анархистской мысли и самоопределение антиавторитарного революционного движения вне левого дискурса.
Постанархизм — теоретическое продвижение синтеза классической анархистской теории и постструктурализма, развиваемого Солом Ньюманом (Saul Newman), также ассоциируется с такими теоретиками, как Тодд Мэй (Todd May), Жиль Делёз и Феликс Гваттари. Эта теория исходит из широкого диапазона идей, включая постмодернизм, автономистский марксизм, постлевый анархизм, ситуационизм и постколониализм.
Другая, недавно возникшая, форма анархизма, критичная по отношению к традиционному анархизму — повстанческий анархизм (инсуррекционизм), защищает неформальную организацию и активное сопротивление государству; её сторонниками называют Вольфи Ландстрейчера и Альфредо Боннано.
Библейский анархизм — интерпретация Овадией Шохером (Obadiah Shoher) анархических идей Льва Толстого. Шохер формулирует идею анархического общества — как сети небольших городов, управляемых судьями без законодательной власти. Шохер постулировал, что анархизм отвергает только принудительный закон, а не закон вообще. Поскольку культурное окружение является частью самоидентификации человека, а закон защищает культурное окружение, то люди имеют право жить под властью закона, если они того хотят. Шохер решает возникающий парадокс, предлагая систему конкурирующих мини-юрисдикций. В его примерах, некоторые города будут практиковать рыночный капитализм, а другие — коммунизм, некоторые будут религиозными, а другие — либертарианскими. Если каждый человек может свободно и недорого выбрать юрисдикцию по своему вкусу, и если такие юрисдикции активно конкурируют между собой за привлечение новых жителей, то в такой системе люди выбирают власть закона совершенно добровольно. Шохер описывает свой анархизм как отказ от монопольной юрисдикции национальных государств.

#### Анархо-капитализм

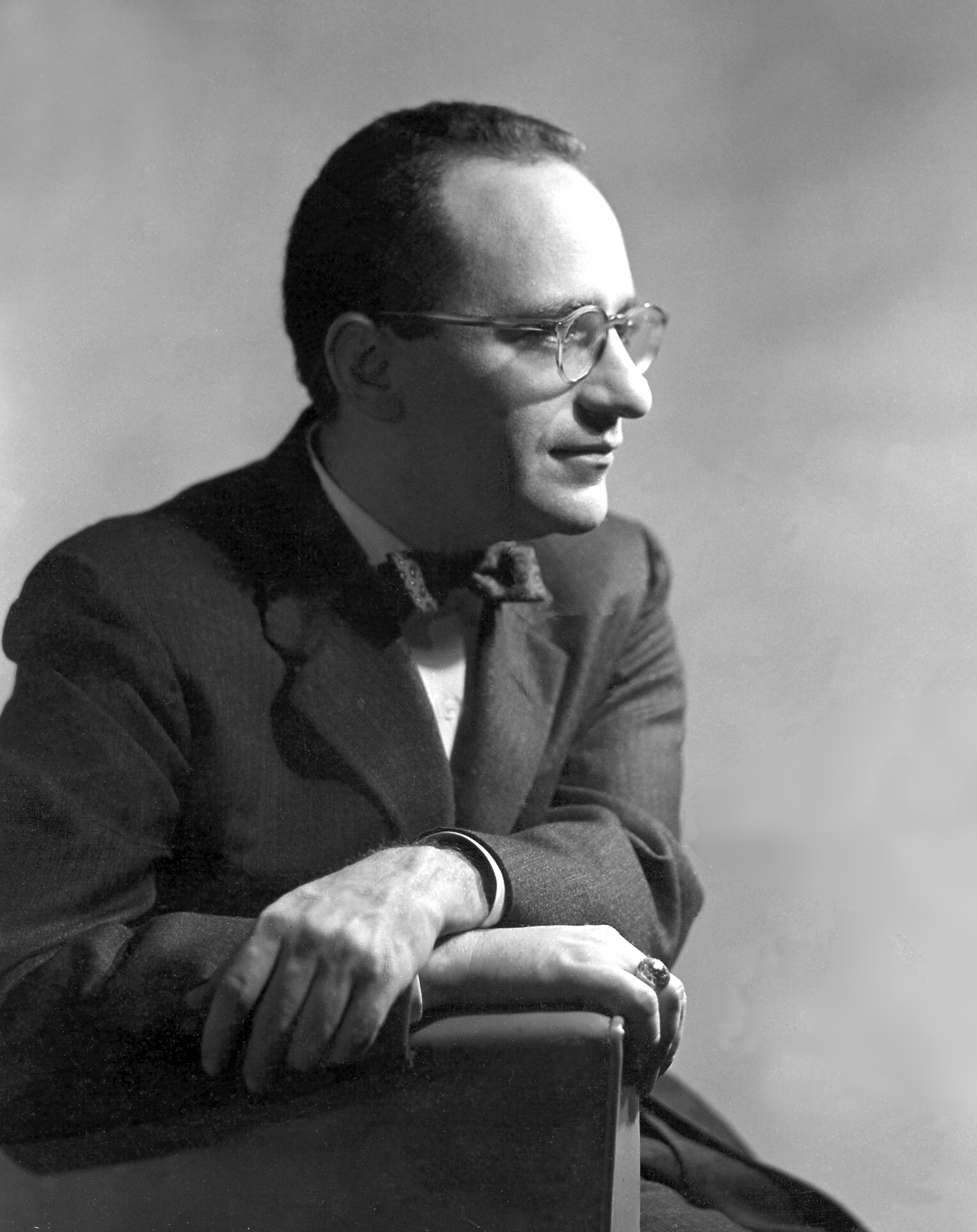
Мюррей Ротбард (1926—1995), основоположник анархо-капитализма, который утверждал, что «капитализм — это наиболее полное выражение анархизма, а анархизм наиболее полное выражение капитализма»

Жёлто-чёрный флаг — наиболее часто используемый анархо-капиталистами

Анархо-капитализм (также «ротбардианство», по имени основателя течения Мюррея Ньютона Ротбарда) является частью более широкой индивидуалистической философии «рыночного анархизма» или «анархизма свободного рынка» и либертарианского движения. Он «основывается на убеждении необходимости свободного владения частной собственностью, отрицания любой формы правительственной власти или [её] вмешательства, и поддержке конкурентоспособного свободного рынка как главного механизма для социального взаимодействия».
Вследствие того что исторически анархизм сложился как (в подавляющем большинстве случаев) антикапиталистическая социально-политическая и философская мысль, анархо-коммунисты выступают резко против капиталистического анархизма. Сами же анархо-капиталисты различают капитализм как систему мирного свободного обмена и «государственный капитализм», который Мюррей Ротбард определяет как сговор между крупным капиталом и правительством, которое использует методы принуждения, чтобы уничтожить систему свободных рыночных отношений. Основываясь на принципе естественных прав, понятии о свободном договоре и прагматизме анархо-капиталисты приветствуют существование частной собственности, которая была приобретена благодаря труду, торговле или же была получена в подарок. Говоря об обществе, построенном на анархо-капиталистических началах, его сторонники придерживаются принципа существующих на добровольных началах свободных рыночных отношениях, которые привели бы к такому социальному устройству, где будет поддерживаться санкционированный законом правопорядок, обеспечиваться защита и будет создана инфраструктура, организованная через коммерческую конкуренцию, благотворительные организации и свободно создаваемые ассоциации, но будет отсутствовать государственная власть. В пропагандируемом Ротбардом анархо-капитализме закон (принцип ненападения) применяется рынком, но не создаётся им, в то время как утилитаристская версия Давида Д. Фридмана подразумевает, что закон будет создаваться рынком.
В то время как термин «анархо-капитализм» был введён Ротбардом, и его возникновение датируется 1960-ми годами в Соединённых Штатах, некоторые историки, включая и самого Ротбарда, прослеживают корни данного анархистского направления до середины XIX века в работах рыночных теоретиков, таких как Густав де Молинари (Gustave de Molinari).
Анархо-капитализм испытал на себе влияние таких прорыночных теоретиков, как Молинари, Фредерик Бастиа и Роберт Нозик, а также американских теоретиков индивидуализма, таких как Бенджамен Таккер и Лизандр Спунер (Lysander Spooner). Продуманная форма анархистского индивидуализма отличается от индивидуализма «Бостонских анархистов» XIX века своим отрицанием трудовой теории стоимости (и её нормативных значений) в пользу неоклассической или Австрийской Школы маржиналистского направления. В свою очередь анархо-капиталистические идеи способствовали развитию агоризма, автаркизма, волюнтаризма (либертарианского) и криптоанархизма. Есть институты, очень тесно связанные с капиталистическим анархизмом: Центр либертарианских исследований и Институт Людвига фон Мизеса.
Национа́л-анархи́зм
Национал-анархизм — антикапиталистическая, антимарксистская, антиэтатистская идеология. Национал-анархисты выступают за посткапиталистическое безгосударственное общество, в котором однородные сообщества различных этнических или расовых групп могли бы свободно развиваться отдельно в своих собственных племенных общинах, называемых «национальными автономными зонами», которые являются политически меритократическими, экономически взаимообусловленными, экологически устойчивыми, социально и культурно традиционными.
Хотя термин «национал-анархизм» восходит ещё к 1920-м годам, современное национал-анархистское движение было создано в конце 1990-х годов британским политическим активистом Троем Саутгейтом, который позиционирует его как «выходящее за пределы левого и правого». Ученые, которые изучали национал-анархизм, пришли к выводу, что он представляет собой дальнейшую эволюцию в мышлении ультраправых, а не совершенно новое измерение в политическом спектре.
Национал-анархизм вызвал скептицизм и откровенную враждебность как у левых, так и у ультраправых критиков. Первые обвиняют национал-анархистов в том, что они не более чем белые националисты, пропагандирующие коммунальную форму этноплюрализма, в то время как вторые утверждают, что они хотят называть себя «анархистами» без исторического и философского багажа, который сопровождает такое утверждение.

#### Анархо-феминизм

Чёрно-лиловый флаг анархо-феминизма сочетает чёрный цвет — символ анархизма — и лиловый — традиционный цвет феминизма

Анархо-феминизм представляет собой синтез радикального феминизма и анархизма, который рассматривает патриархат (мужское господство над женщинами) как фундаментальное проявление существующей государственнической системы, которой противостоят анархисты. Анархо-феминизм возник в конце XIX века; его родоначальницами считаются такие феминистки и анархистки, как Люси Парсонс, Эмма Гольдман, Вольтарина де Клер и Дора Марсден. Анархо-феминистки, как и другие радикальные феминистки, выступают против традиционных гендерных ролей и вытекающих из них представлений о воспитании и семейных отношениях.
Многие анархо-феминистки особенно критически настроены по отношению к институту брака. Например, Эмма Гольдман утверждала, что брак — это просто экономический договор, и что

«… [женщина] платит за это своим именем, уединением, самоуважением и самой жизнью, „пока смерть не разлучит их“. Более того, брачная страховка обрекает её на пожизненную зависимость, на паразитизм, на полную бесполезность, как личную, так и общественную. Мужчина также платит свою долю, но, поскольку его возможности шире, брак не ограничивает его в той мере, как женщину. Свои оковы он ощущает больше в экономическом плане».

Анархо-феминистки рассматривают патриархат как основополагающую общественную проблему и считают, что феминистская борьба против сексизма и патриархата — один из ключевых компонентов анархистской борьбы против государственности и капитализма. По мнению Сьюзан Браун, «поскольку анархизм — политическая философия, которая выступает против любых властных отношений, он является неотъемлемой частью феминизма». Было и несколько мужчин-феминистов, таких как анархо-коммунист Жозеф Дежак, который выступал против антифеминистских взглядов Прудона. Не так давно Венди Макэлрой определила свою оригинальную позицию, которую она называет «инфеминизм», или по-другому — «индивидуалистический феминизм», соединяющую в себе феминизм с анархо-капитализмом или либертарианством, утверждая, что прокапиталистическая, антигосударственная позиция подразумевает равные права и возможности для женщин. Индивидуалистический анархистский феминизм возник из американского анархо-индивидуалистического движения.

Чёрно-зелёный флаг зелёного анархизма

#### Анархо-примитивизм
Зелёный анархизм — одно из направлений в анархизме, которое делает акцент на проблемах охраны окружающей среды. На сегодняшний день можно выделить такие важные направления в нём, как социальная экология и анархо-примитивизм. Многие сторонники зелёного анархизма и примитивизма рассматривают в качестве основоположника их современных взглядов Фреди Перлмана. Среди известных современных авторов, поддерживающих зелёный анархизм, можно назвать сторонников технологического развития Мюррея Букчина, Джанет Биэль, Дэниела Ходоркоффа (Daniel Chodorkoff), антрополога Брайана Морриса, а также людей, близких к Институту социальной экологии; также к зелёным анархистам относятся крайне критически настроенные по отношению к идеям технологического развития Деррик Дженсен, Джордж Драффан (George Draffan) и Джон Зерзан; кроме того к данному направлению в анархизме можно отнести Алана Картера и Стюарта Давидсона.
Социальные экологи, представляющие собой социальных анархистов экологической направленности, часто критикуют основные (традиционные) направления в анархизме за то, что они излишне фиксируются на политике и экономике, вместо того, чтобы сосредоточить своё внимание на экосистеме (человеческой и природной), как делают это последователи зелёного анархизма. Данная теория продвигает идею развития так называемого либертарного муниципализма.
Анархо-примитивисты часто критикуют анархистский «мейнстрим» за то, что он поддерживает понятие цивилизации и современные технологии, которые, как считают примитивисты, основываются на господстве и эксплуатации. В противовес этому они защищают процесс «возврата к дикости», или же повторного воссоединения с окружающей средой.

Флаг квир-анархизма

#### Квир-анархизм
Квир-анархизм сочетает в себе анархические идеи с идеями радикального квир-движения. Он рассматривает гендерное и сексуальное угнетение как санкционируемое и поддерживаемое государством и капиталом. С точки зрения квир-анархизма, гетеронормативность — так же как и гомонормативность — являются не просто социальными ограничениями, но и способами коммодификации секса и сексуальности при капитализме. Квир-анархизм борется с гендерным и сексуальным угнетением как в обществе в целом, так и внутри анархических движений, добиваясь включения в их повестку проблем, связанных с телом и телесностью, родительством, секс-работой, здоровьем и инвалидностью.

## Анархизм как общественно-политическое движение, его история
Анархизм как социально-политическое движение регулярно переживал спады и подъёмы популярности. Его классический период, определяемый историками-анарховедами примерно с 1860 по 1939 годы, связан с рабочим движением XIX века и борьбой с фашизмом, прежде всего участием испанских анархистов и анархо-синдикалистов в Гражданской войне 1936—1939 годов Кроме того, анархисты были особенно активны в аболиционистском движении, рабочем движении, движении за гражданские права, женском освободительном движении, антикапиталистическом движении, антивоенном движении, движении за права сексуальных меньшинств, альтерглобалистском движении, сопротивлении налогообложению и других формах анархистской активности.

### Первый интернационал

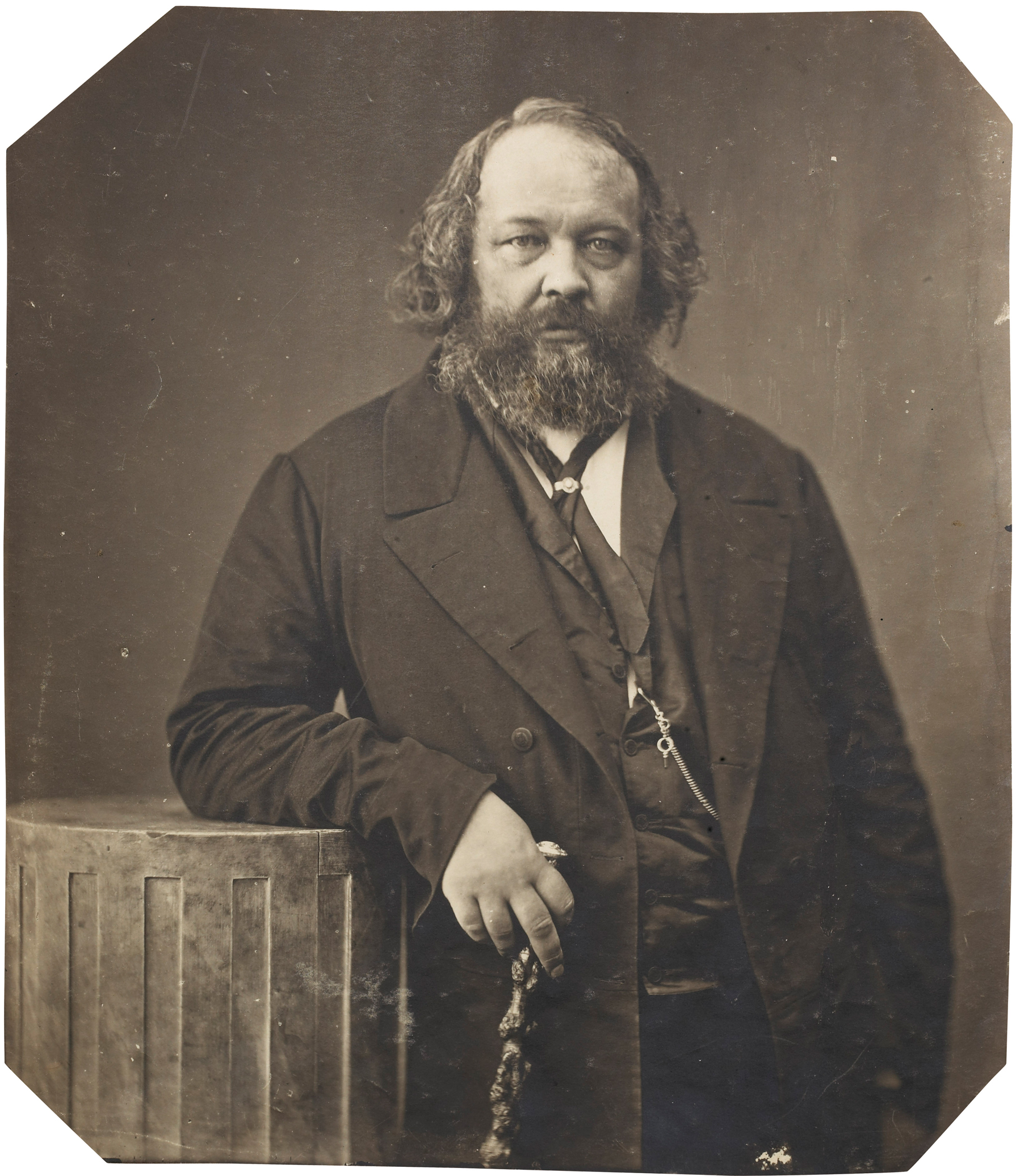
Михаил Бакунин, анархо-коллективист, выступавший противником марксистской идеи диктатуры пролетариата, сторонник социальной революции, федералистской организации общества снизу вверх, один из известнейших членов Первого интернационала

После поражения революций 1848—1849 годов, в Европе восторжествовала реакция. При этом одним из важнейших итогов революции стало размежевание социально-революционного движения с либеральной буржуазией, революционное движение всё более «левело».
В 1857 году многие страны мира охватил очередной экономический кризис, что поспособствовало оживлению рабочего движения.

«После поражения политической революции 1848 года выступила мысль о необходимости подготовления экономической революции в среде самих рабочих. На Международную выставку 1861 года смотрели как на великий праздник мировой промышленности, и она сделалась отправным пунктом развития в борьбе труда за своё освобождение; и когда Международный союз рабочих громко заявил о своём разрыве со всеми старыми политическими партиями и о решении рабочих взять в свои руки дело своего освобождения, он повсеместно произвёл глубокое впечатление».
В 1864 году было создано Международное товарищество рабочих (МТР) (Первый интернационал), которое объединило в своих рядах английских тред-юнионистов, французских прудонистов, бланкистов, лассальянцев и др. Секции Интернационала возникли во многих странах, движение приобрело размах, напугавший правительства разных стран, отдельные секции оказывались под запретом, участников движения преследовали, однако он всё равно функционировал.
В МТР были сильными позиции последователей Маркса, ставшего Генеральным секретарём данной международной рабочей организации, и прудонистов. Последователи идей Прудона активно отстаивали идеи кооперации, мютюэлизма. Между представителями различных социалистических течений в рамках Интернационала шли постоянные дискуссии и споры по социально-экономическим вопросам, способам рабочей борьбы.
В 1868 году к Первому интернационалу присоединяется Михаил Бакунин со своими единомышленниками. В том же году, в Женеве ими был создан Международный альянс социалистической демократии. На просьбу о вступлении в МТР Альянсу было отказано, после чего, в июне 1869 года он был распущен, а его отдельные части вступили в Интернационал (женевская секция Альянса была принята в МТР тем же летом). Сначала Маркс и Бакунин находились в дружеских отношениях, однако постепенно их отношения портились, в связи со спорами о революции и её средствах, о федерализме и централизме и других вопросах. Таким образом, Интернационал раскалывался на сторонников Маркса (централистов) и Бакунина (антиавторитарных федералистов).
Бакунин критиковал централистские идеи Карла Маркса, предсказывая, что если он или его сторонники придут где-либо к власти, то они всего лишь станут новой правящей элитой, или даже худшей, нежели прежняя. Конфликт достиг кульминации в 1872 году, когда произошёл формальный раскол Первого интернационала на Гаагском Конгрессе 2-7 сентября 1872 года (кстати, это был первый конгресс Интернационала, на котором Карл Маркс присутствовал лично), на котором произошло исключение Михаила Бакунина и Джеймса Гильома из МТР, а штаб-квартира МТР (которое просуществовало после этого до 1876 года) была переведена в Нью-Йорк (при том, что практически на сто процентов Интернационал был сосредоточен в Европе). В ответ на эти действия руководства МТР сторонники Бакунина создали на конгрессе в Сент-Имье (Швейцария), проходившем 15-17 сентября 1872 года, свой антиавторитарный Интернационал федералистов, принявший анархистскую программу, сохранивший за собой название Международное Товарищество Рабочих, последний конгресс которого был созван в 1877 году в Верьвье.

### Рабочее движение
Фактически антиавторитарные секции Первого интернационала явились предшественниками возникшего позднее анархо-синдикалистского движения, стремясь «заменить привилегии и власть государства» «свободной и добровольной организацией труда».
В 1880-х годах американские рабочие развернули широкое движение за улучшение условий труда и введение восьмичасового рабочего дня. С 1880 года наблюдался постоянный рост забастовочного движения. Кульминацией стал май 1886 года, когда рабочие Чикаго вышли на забастовку. В городе действовали Американская федерация труда, Орден рыцарей труда и социалистическая рабочая партия. Однако самыми влиятельными были анархисты, которые и встали во главе рабочего движения. В ответ на притеснения и репрессии рабочие бастовали по всей стране: 1 мая 1886 года в США бастовало 350 тысяч человек, самыми мощными были акции протеста в Чикаго. 3 мая во время многотысячного митинга произошли столкновения митингующих со штрейкбрехерами, полиция открыла стрельбу по протестующим — погибло 6 человек. На следующий день на Хеймаркетской площади проходил новый митинг, во время которого неизвестный бросил бомбу в полицию: один полицейский был убит, несколько десятков ранено. В ответ полиция открыла огонь по митингующим, убив 11 человек и ранив около двухсот. Этот день вошёл в историю рабочего движения как Хеймаркетская бойня. По обвинению в подстрекательстве к терроризму были схвачены лидеры рабочего движения — восемь анархистов: один покончил с собой в тюрьме, четверо были повешены 11 ноября 1887 года, остальные были помилованы в 1893 году, по причине того, «что вся „чикагская восьмёрка“ была невиновна в инкриминируемом им преступлении». В память о событиях мая 1886 года и казни рабочих-анархистов в июле 1889 года на конгрессе Второго интернационала, проходившего в Париже, день 1 мая был провозглашён днём выступлений за права рабочих. С тех пор рабочие всего мира отмечают этот день.
В 1907 году в Амстердаме прошёл Международный анархистский конгресс, на котором присутствовали делегаты из 14 стран, и собрал многих выдающихся анархистов того периода, среди которых были: Эррико Малатеста, Пьер Монатт, Луиджи Фаббри, Эмма Гольдман, Рудольф Рокер, Кристиан Корнелиссен, Александр Шапиро, Владимир Забрежнев и др. На Конгрессе рассматривали разные вопросы, особое внимание уделялось практическим вопросам организации анархистского движения, проблемам народного образования, всеобщей забастовки и антимилитаризма. Основные дебаты разгорелись вокруг взаимоотношений анархизма и синдикализма. В частности французский делегат, член Всеобщей конфедерации труда (ВКТ) Франции Пьер Монатт считал синдикализм самодостаточным, а известный итальянский анархо-коммунист Эррико Малатесста выступал с резкой критикой синдикализма. Малатеста выступал с поддержкой рабочего движения, но считал что нужны не революционные, а «абсолютно нейтральные» рабочие организации, он критически относился к созданию профсоюзов.
В 1905 году в Чикаго была образована организация Индустриальные рабочие мира (ИРМ), находившаяся под сильным влиянием анархистских идей. Широкого размаха приобретало радикальное рабочее движение в Испании, Франции и других странах. Созданная во Франции Всеобщая конфедерация труда (ВКТ), строившаяся на принципах революционного синдикализма, насчитывала к 1912 году 600 тысяч членов. В 1910 году была создана самая знаменитая анархистская профсоюзная организация — испанская Национальная конфедерация труда (НКТ) — Confederación Nacional del Trabajo (CNT). Эта анархо-синдикалистская организация была до конца 1930-х годов ведущей силой в испанском рабочем движении. Зимой 1922—1923 годов на берлинском учредительном конгрессе была создана Международная ассоциация трудящихся (МАТ) — анархо-синдикалистский Интернационал, известный также как Берлинский интернационал профсоюзов.

### Революция и гражданская война в России

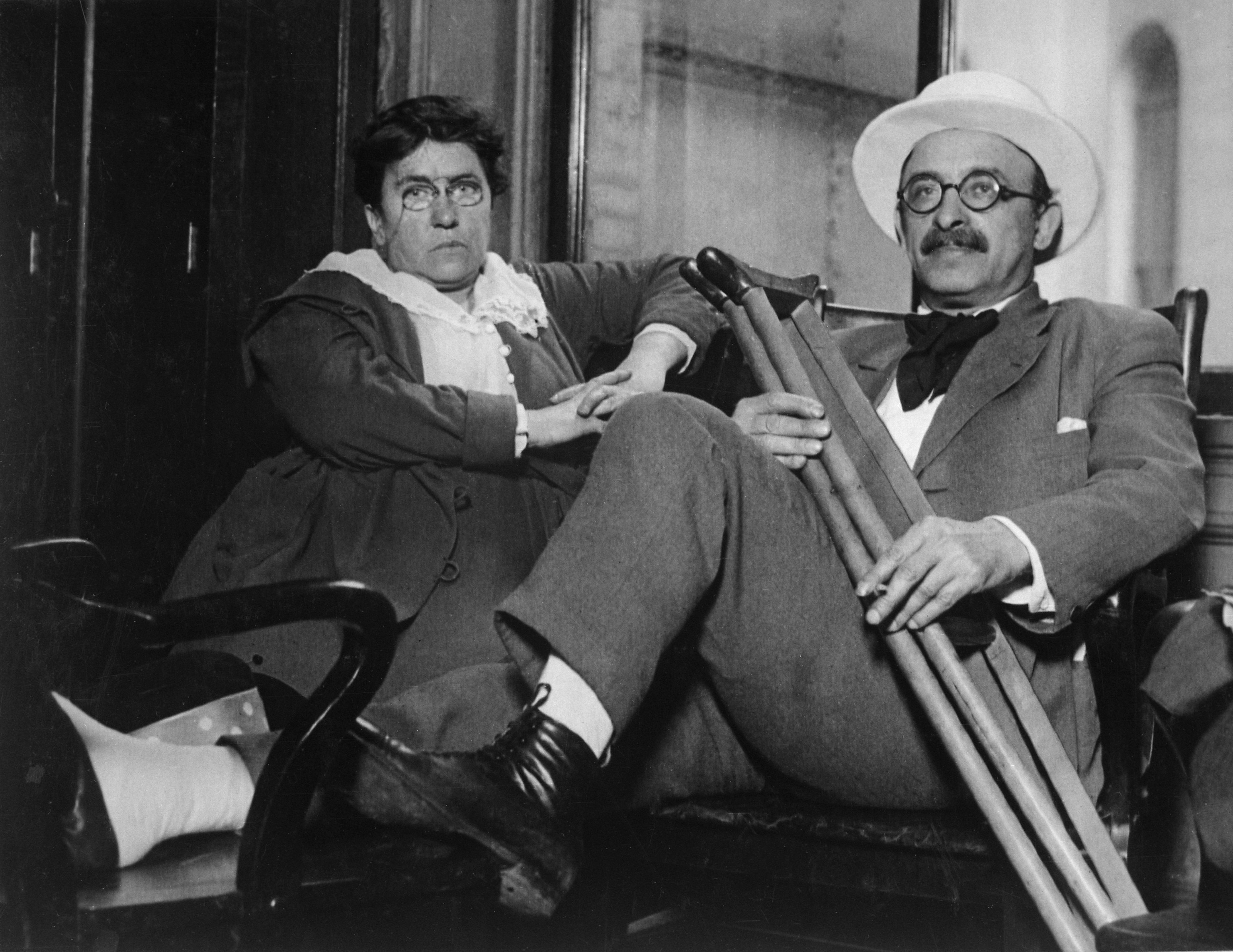
Анархисты Эмма Гольдман и Александр Беркман, противники установления большевистской диктатуры

С началом революции в России в 1917 году многие анархисты действовали совместно с большевиками, видя в них ближайших союзников, немалую роль в этом сыграла и вышедшая в 1917 году книга Владимира Ленина «Государство и революция». В Петрограде, произошедшее в июле неудачное восстание возглавлялось анархистами. Часть анархистов поддержала Октябрьскую революцию большевиков. Однако уже в 1918 году пути анархистов и большевиков стали расходиться, когда в апреле ЧК произвела разгром создаваемой анархистами «Чёрной гвардии».
Анархо-синдикалисты пытались объединить усилия отдельных революционно- и анархо-синдикалистских групп, участвовали в профсоюзных съездах и организовывали свои. На первом всероссийском съезде представителей профсоюзных организаций, проходившем в январе 1918 года было представлено 88 тысяч синдикалистов и максималистов. Однако им так и не удалось достигнуть желаемой цели, влияние их постоянно падало, и уже в 1920 году они представляли только 35 тысяч своих членов.
Наиболее значимыми оказались действия анархистов на территории Украины, где организованная анархо-коммунистом Нестором Махно Революционная повстанческая армия Украины (махновцы) действовала против белых, красных, националистов и интервентов. В ходе боевых действий махновцы трижды заключали союз с большевиками, однако все три раза большевики нарушали союз, так что в конце концов РПАУ была разгромлена многократно превосходящими силами Красной армии, а Махно с несколькими товарищами скрылся за границей.

«В конце 1920 г. гражданская война между «белыми» контрреволюционерами, с одной стороны, и большевиками (буржуазными революционерами и, в то же самое время, социальными контрреволюционерами), с другой, в основном завершилась. Большевикам удалось вновь собрать старую Империю. Но рабочие и крестьянские массы уже не были готовы терпеть олигархическую диктатуру под «революционной» маской, пусть даже в качестве «меньшего зла». Развернулось движение 1920–1921 гг. за «третью революцию»: за свободные Советы, независимые от большевистской партии и её диктатуры, против реквизиций и неравного распределения, против привилегий новых правителей. В этом движении участвовали сотни тысяч человек. Махновское Сопротивление, Кронштадт и крестьянское восстание в Западной Сибири стали символами российского «Жерминаля», последними всплесками социальной революции в России».
Анархистское движение было разгромлено. Часть видных активистов погибла, часть бежала за границу, кто-то перешёл на сторону большевиков, а кто-то был выслан за границу.

### В борьбе с фашизмом
Анархисты против фашизма и нацизма.

#### В Италии
После Первой мировой войны в мире начался не только подъём леворадикальных сил, рабочего движения, но и ультраправых, фашистов и националистов (а затем и национал-социалистов). Анархисты приняли активнейшее участие в борьбе с этими тенденциями. Так, например, анархисты оказали сопротивление подъёму фашизма во Франции, где анархисты, правда, разошлись по вопросу об отношении к политике единого народного фронта, и Италии. В Италии анархисты и анархо-синдикалисты были одной из ведущих сил, стоящих на дороге Муссолини, в анархо-синдикалистской профсоюзной организации УСИ (Итальянский синдикальный союз) состояло около полумиллиона человек. Сопротивлялись анархисты наступлению фашизма и националистических диктатур и в других странах, однако терпели постоянные поражения.

#### В Испании
Основным оплотом анархо-синдикализма оставалась Испания, где после падения монархии в 1931 году происходил стремительный рост сил НКТ. «Со всех сторон, из Германии, Польши, Франции и других стран, где имеются секции МАТ, Секретариат получает сообщения о состоянии духа, который… можно выразить следующим образом: „Международный фашизм разрушил наши революционные движения в большей части стран… Только в одной стране мы имеем надежду на то, что социальная революция может победить её (фашистскую реакцию, — В. Д.) — в Испании“», — писали в июне 1934 года члены Секретариата МАТ в послании НКТ.
В 1936 году в Испании НКТ накануне очередных выборов приняла решение не бойкотировать выборы, результатом чего стала победа Народного фронта (сотни тысяч членов Национальной конфедерации труда пошли на избирательные участки, что помогло одержать победу над «правыми» силами). Через несколько месяцев военные подняли во многих городах Испании мятеж, положивший начало гражданской войне и революции. В ответ на мятеж военных анархисты, равно как и другие леворадикальные силы, организовали вооружённое сопротивление. Часть городов, в том числе Мадрид и Барселону, удалось отбить, правда была потеряна Сарагоса, один из анархо-синдикалистских центров, что сказалось на последующих действиях НКТ и ФАИ (Федерация анархистов Иберии). При этом под контролем анархо-синдикалистов оказались промышленный центр Испании Каталония и аграрный Арагон, в которых анархисты активно проводили свои преобразования, которые особенно глубокий характер имели в арагонских коммунах.
Согласно утверждённой в мае «Сарагосской программе» анархо-синдикалисты должны были приступать к строительству либертарного коммунистического общества, однако нерешительность руководства НКТ-ФАИ, ради антифашистского единства со сталинистами и буржуазными республиканцами отказались от собственной программы, хотя многие члены НКТ и осуществляли анархо-коммунистические преобразования на низовом уровне. В мае 1937 года в результате провокаций со стороны сталинистов в Барселоне вспыхнули уличные бои между марксистами из ПОУМ (Рабочая партия марксистского единства) и НКТ, с одной стороны, и республиканскими силами — с другой. Несмотря на то, что НКТ и ПОУМ контролировали ситуацию в городе, они решили пойти на прекращение огня, опасаясь развязывать гражданскую войну в собственном тылу со своими формальными союзниками. Это закончилось тем, что бойцы ПОУМ были обвинены в поднятии «троцкистско-фашистского» мятежа, и против них начались репрессии, которые позже обрушились и на анархо-синдикалистов. В 1939 году гражданская война закончилась победой сил Франко, в Испании на долгие годы была установлена диктатура, которой испанские анархисты оказывали сопротивление на протяжении всего времени её существования.

#### Во время Второй мировой войны
В ходе Второй мировой войны анархисты продолжали бороться с фашизмом: на Украине анархисты пытались организовать сопротивление как национал-социалистам, так и сталинистам; ветераны испанской войны, эмигрировавшие во Францию, стали активными участниками движения сопротивления, и именно анархисты, входившие во 2-ю Бронетанковую дивизию генерала Леклерка вошли в Париж, а группа, объединившаяся вокруг Всеволода Волина и Андре Аррю распространяла в Марселе листовки с призывом к борьбе с фашизмом, сталинизмом и западным демократическим капитализмом, действовали анархистские партизанские отряды в Италии, Болгарии и в других странах.

### После Второй мировой войны
Во время первых десятилетий, последовавших за окончанием Второй мировой войны, анархическое движение во всём мире переживало упадок. Его новый взлёт связан с «молодёжной революцией» второй половины 1960-х годов, которую возглавили «новые левые». Среди них, наряду с другими идейными течениями, анархисты заняли видное место. Протесты 1968 года, породившие новые социальные движения: феминистские, «зелёные», антимилитаристские, коммунарские и тому подобные, дали новый импульс анархистскому движению во всём мире.
В 1968 году на международной конференции анархистов в Карраре был основан Интернационал федераций анархистов (IAF-IFA). Принципы работы в пределах ИФА — принцип федерализма, свободного договора и взаимопомощи. Для того, чтобы улучшать координацию и связь в пределах ИФА, а также в качестве открытого контакта для публики и других групп анархистов и организаций, был основан Международный секретариат, полномочия которого нерегулярно переходит от одной федерации IFA к другой. Для налаживания информационного обмена и межорганизационного сотрудничества IFA также близко контактирует с другими организациями анархистов, например, с Международной ассоциацией трудящихся (МАТ) — анархо-синдикалистским Интернационалом.
В этот период в Европе и США было созданы тысячи коммун, культурных центров, в университетах создавались комитеты сексуальной и культурной революции. При этом на смену «старым» анархистам во многом пришло новое, проанархистское движение «автономов», которое и по сей день насчитывает (особенно в Германии) десятки тысяч активистов. Это весьма политизированная молодёжная субкультура, включающая коммуны, сквоты (захваченные для жилья и борьбы здания), альтернативные кафе и книжные магазины, культурно-информационные центры и клубы, многочисленные издания, музыкальные рок- и техно-группы и другие творческие коллективы, антифашистские и феминистские инициативы, группировки «стритфайтеров» (уличных бойцов) и тому подобные.

## Тактика
Тактика анархистов принимает различные формы, но в целом служит двум основным целям, а именно: во-первых, противостоять истеблишменту, а во-вторых, продвигать анархистскую этику и отражать анархистское видение общества, иллюстрируя единство средств и целей. Можно провести широкую классификацию между целями уничтожения деспотических государств и институтов революционными средствами, с одной стороны, и целями изменения общества эволюционными средствами-с другой., хотя между ними существует значительное совпадение.
Тактика анархистов изменилась за последнее столетие. Анархисты в начале XX века больше внимания уделяли забастовкам и воинственности, в то время как современные анархисты используют более широкий спектр подходов.

### Классическая эпоха
В классическую эпоху анархисты имели воинственную тенденцию. Они не только противостояли вооружённым силам государств, как в Испании и Украине, но некоторые из них также использовали терроризм в качестве пропаганды этого деяния. На глав государств были совершены покушения, некоторые из которых увенчались успехом. Анархисты тоже принимали участие в революциях. Многие анархисты, особенно галлеанисты, верили, что эти попытки станут толчком к революции против капитализма и государства. Многие из этих нападений были совершены отдельными нападавшими, и большинство из них произошло в конце 1870-х, начале 1880-х и 1890-х годов, а некоторые всё ещё происходили в начале 1900-х годов.
Анархистские взгляды на насилие всегда были спорными. Анархо-пацифисты выступают за ненасильственные средства достижения своих целей. Другие анархистские группы выступают за прямые действия, тактику, которая может включать акты саботажа или терроризма. Эта позиция была весьма заметна столетие назад, когда государство рассматривалось как тиран, а некоторые анархисты считали, что они имеют полное право противостоять его угнетению любыми возможными средствами. Эмма Голдман и Эррико Малатеста, которые были сторонниками ограниченного применения насилия, утверждали, что насилие-это всего лишь реакция на государственное насилие как необходимое зло.
Анархисты принимали активное участие в забастовочных выступлениях, хотя они, как правило, были антипатичны формальному синдикализму, считая его реформистским. Они рассматривали его как часть движения, стремившегося свергнуть государство и капитализм. Анархисты также усилили свою пропаганду в искусстве, некоторые из которых практиковали натуризм и нудизм. Эти анархисты также создавали сообщества, основанные на дружбе, и были вовлечены в средства массовой информации.

### Революционная тактика

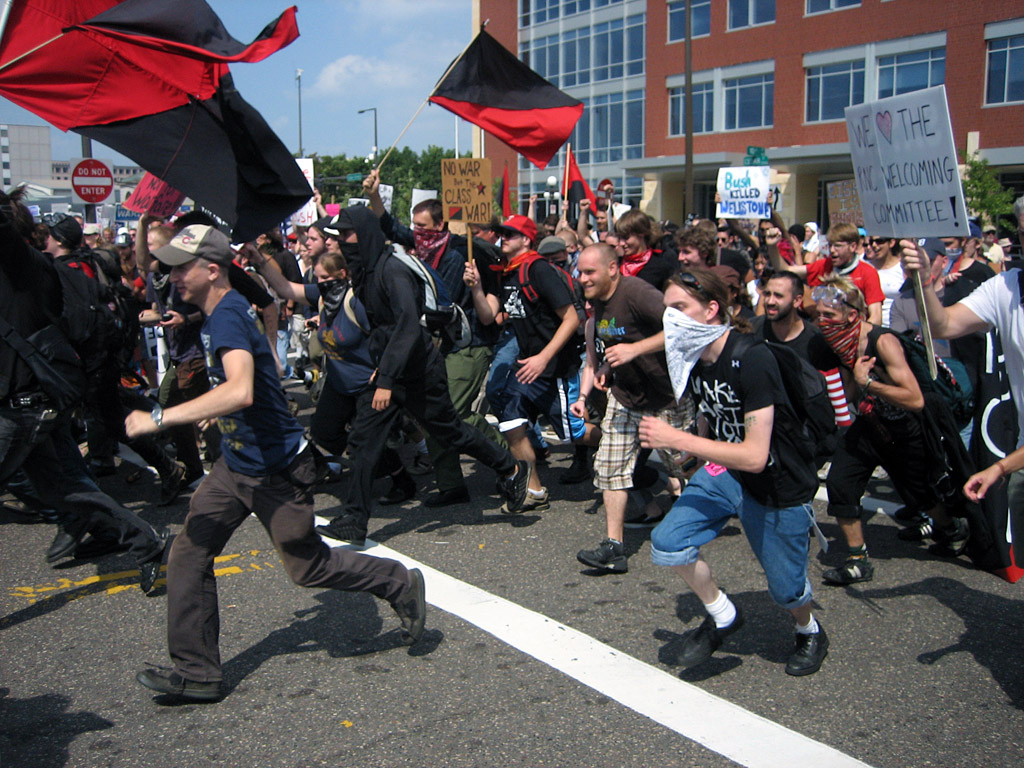
Протесты анархо-коммунистов под девизом «Не война, а классовая борьба!» (съезд Республиканской партии США, 2008 год, Сент-Пол, Миннесота

В нынешнюю эпоху итальянский анархист Альфредо Бонанно, сторонник повстанческого анархизма, возобновил дискуссию о насилии, отвергнув тактику ненасилия, принятую с конца XIX века Кропоткиным и другими видными анархистами впоследствии. И Бонанно, и французская группа «Невидимый комитет» выступают за создание небольших неформальных объединений, где каждый член несёт ответственность за свои собственные действия, но работает вместе, чтобы свергнуть угнетение, используя саботаж и другие насильственные средства против государства, капитализма и других врагов. Предполагаемые члены «Невидимого комитета» были арестованы в 2008 году по различным обвинениям, включая терроризм.
В целом современные анархисты гораздо менее агрессивны и воинственны, чем их идеологические предки. В основном они вступают в противостояние с полицией во время демонстраций и беспорядков, особенно в таких странах, как Канада, Греция и Мексика. Воинствующие протестные группы Чёрного блока известны своими столкновениями с полицией; однако анархисты не только сталкиваются с государственными операторами, но и участвуют в борьбе с фашистами и расистами, предпринимая антифашистские действия и мобилизуясь, чтобы предотвратить митинги ненависти.

## Современное анархистское движение

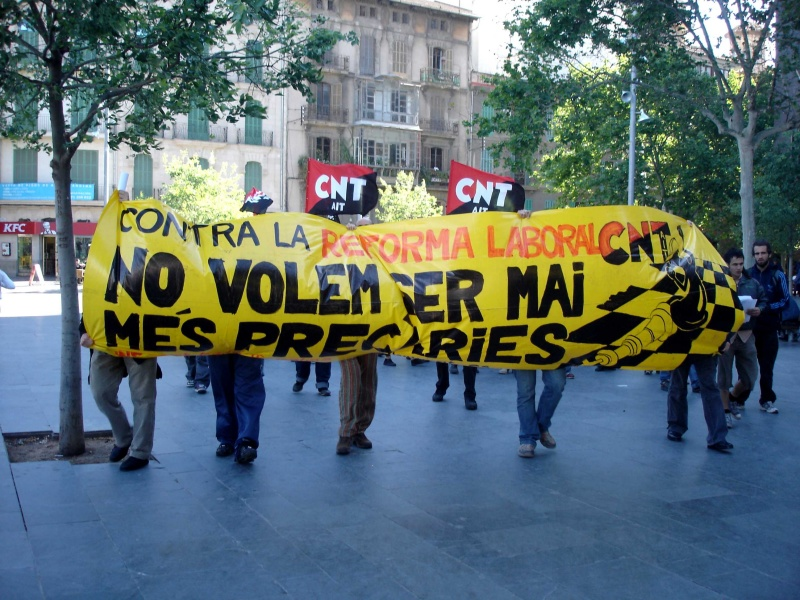
Члены анархо-синдикалистского профсоюза CNT-AIT на демонстрации 1 мая 2007 года на Мальорке, несут баннер

В сегодняшние дни появляются группы анархистов и в тех странах, в которых их никогда не было, например, в Нигерии, Турции, Ливане, Бангладеш. Греческое анархистское движение является на сегодняшний день одним из самых сильных.
Современное анархистское движение весьма разнообразно и включает в себя множество течений. Наряду со «старыми» анархистами, то есть представителями классических направлений в анархизме, преимущественно анархо-синдикалистами и анархо-коммунистами, существует, например, такое движение, как анархо-примитивизм.
Существуют также проанархистские движения «автономистов», ред-скинов (красные и анархо-скинхеды), экологических движений, различных культурных инициатив, поселений, которые насчитывают десятки тысяч активистов. Они борются за так называемую «деколонизацию повседневной жизни» в нынешнем обществе.
Следуя традиции ситуационистов и новых левых многие современные анархисты пытаются создать некую альтернативу отчуждённому и репрессивному социуму, решая все вопросы коллективно, на основе консенсуса, уважая личность и избегая всякого авторитаризма и иерархии. Патриархату противопоставляется равенство полов, традиционным семейным отношениям — коммуны, иерархии — самоуправление. Пропагандируются и активно практикуются экологизм, антиимпериализм и антифашизм. Анархисты активно выступают против дискриминации по национальному, гендерному, сексуальному признакам, против межгосударственных войн и политики неоколониализма. Анархисты весьма активны в антифашистском движении, постоянно участвуют в уличном противостоянии с неофашистами и неонацистами, а также полицией. В семидесятые огромный размах и известность приобрело антиядерное движение, в котором активно участвовали анархисты и автономы. Это было очень массовое движение, в котором активно участвовала западная молодёжь. Автономы-сквоттеры часто захватывают пустующие здания, которые они превращают в центры либертарной культуры и политики. Существуют различные анархистские коммуны, одной из самых знаменитых из которых является коммуна Христиания в Копенгагене.
В целом ряде стран продолжают действовать традиционные анархо-синдикалистские профсоюзы, и пропагандистские организации, из которых наиболее крупными являются САК в Швеции, НКТ и ВКТ в Испании, УСИ в Италии, НКТ-МАТ и НКТ-Ф во Франции, ФАУ в Германии (в них состоят десятки тысяч человек).
Анархо-синдикалистское профсоюзное движение традиционно наиболее сильно развито в Испании. После смерти диктатора Франко в 1976 году здесь началось массовое возрождение анархизма. На первое постфранкистское собрание НКТ пришло порядка 500 000 человек. Правда впоследствии в НКТ произошло несколько расколов, в первую очередь по вопросу о выборах в комитеты предприятий. Так что в итоге на сегодняшний день в Испании действует два основных анархо-синдикалистских объединения: НКТ-МАТ, в котором состоит порядка 10-15 тысяч человек, и ВКТ, в котором состоит около 60 тысяч человек. Соответственно НКТ-МАТ выступают против участия в этих выборах, а ВКТ в них активно участвуют.
Медленно возрождение анархизма идёт в Северной Америке, но и там либертарные организации испытывают существенный рост своих рядов. Вновь активизируется организация Индустриальные рабочие мира (IWW).

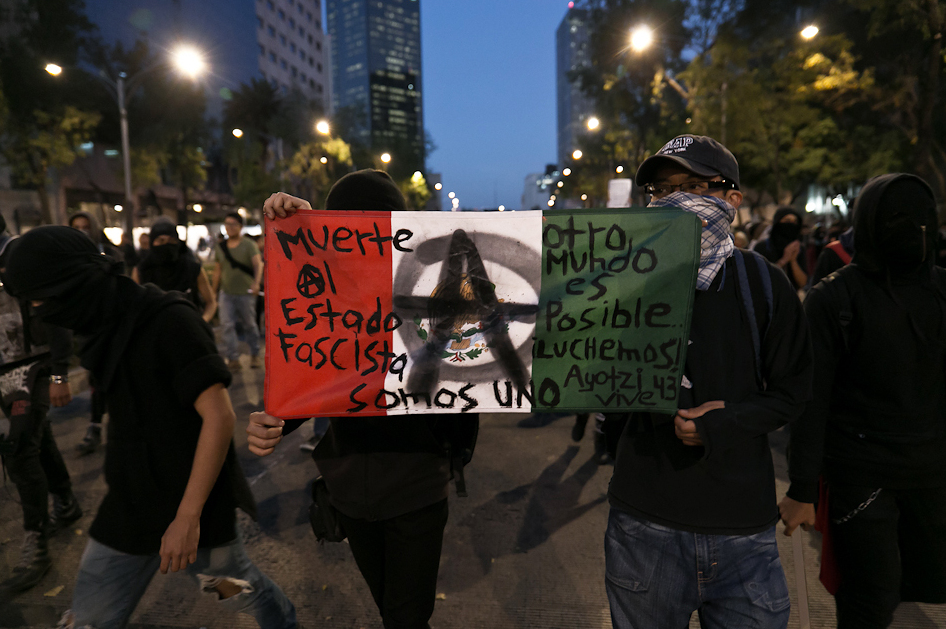
Анархисты в Мехико с анархистским мексиканским флагом, 2014 год

Некоторая либерализация внутренней жизни в ряде латиноамериканских стран в конце 1970-х и 1980-х годов способствовала началу возрождения и в этих странах. В Южной Америке возрождается некогда знаменитая аргентинская ФОРА (Аргентинская региональная рабочая федерация), секция МАТ, пытающаяся воссоздать рабочее анархистское движение.
В Израиле анархизм позиционируется как политическая реализация библейского общественного устройства: небольшие города без государственного законодательства, управляемые выборными судьями. По мнению теоретика библейского анархизма Овадьи Шохера, свобода от власти реализуется не методом демонтажа власти как таковой, но устранения монополии на власть. Для этой цели библейский анархизм выдвигает концепцию конкурирующих юрисдикций — небольших городов, каждый со своими ценностями и законами, которые позволяют любому человеку выбрать комфортную для себя политическую систему без необходимости эмиграции в другую страну.
В СССР анархистское движение стало возрождаться в конце 1980-х годов, а крупнейшим объединением рубежа 1980—1990-х годов стала Конфедерация анархо-синдикалистов (КАС), которая объединяла во время своего наибольшего подъёма до двух тысяч человек. В июне 1990 года, после раскола КАС, была образована Ассоциация движений анархистов, существующая до настоящего времени.
Во всём мире существуют многочисленные анархистские издания, исследовательские центры, библиотеки (среди них английское издательство «Фридом», основанное Кропоткиным, американский журнал «Анархия: журнал вооружённого желания», немецкое издание «Шварцен фаден», швейцарская анархическая библиотека СЕРА и другие). Работают инфошопы, такие как Салон Мазаль и Insoumise, в которых можно ознакомиться с анархистскими материалами и приобрести товары справедливой торговли. В России сегодня тоже выходят анархистские журналы и газеты.
В числе наиболее известных современных теоретиков анархизма можно назвать американских мыслителей Ноама Хомского, Мюррея Букчина (автор интересной концепции экоанархизма), Джона Зерзана (идейный вдохновитель антитехнологического направления в анархизме), Боба Блэка (авангардный писатель и теоретик парадоксального «отказа от работы»), а также близкого к анархизму выдающегося французского философа, теоретика автономизма и экосоциализма Андре Горца.

## Внутренние проблемы и дебаты
Анархизм — это философская, социально-политическая теория, которая содержит в себе множество направлений, часть из которых друг другу диаметрально противоположны (например, анархо-коммунистическое направление и анархо-капиталистическое). Это вызывает постоянные споры относительно отдельных сторон теории анархизма, а также того, кого вообще можно считать анархистом: левые анархисты традиционно не признают анархистами национал-анархистов (своеобразное течение в анархизме, которое отрицается подавляющим большинством анархистов, учитывая что анархизм традиционно выступает против национализма) и анархо-капиталистов, которые отвечают взаимностью, утверждая, что анархизм никогда не был частью «левой» социально-политической мысли. При этом часть современных анархистов вообще считает, что анархизм не является ни «левым», ни «правым», что это ложная классификация. Кроме того, часть анархистов считает, что анархизм — это именно философия, которая не имеет никакого отношения к политике, и потому называть анархизм политической идеологией ложно. Не меньше вопросов вызывает и соотношение религии с анархизмом: традиционно анархизм считается атеистическим, однако вместе с тем существует христианский анархизм, а также постоянно дискутируется вопрос о либертарных составляющих в других религиях, таких как ислам, буддизм и т. д. Представители разных направлений в анархизме придерживаются разных позиций по вопросам морали, этики, гуманизма и т. д. Кроме того, не все анархисты относятся одинаково к марксизму: для одних он неприемлем совершенно, для других — вполне приемлем, по крайней мере, такие направления в марксизме, как коммунизм рабочих советов (рэтекоммунизм), левый коммунизм, операизм, люксембургианство или даже троцкизм и маоизм.
Не менее сложные отношения у анархизма с понятиями прогресса, цивилизации, технологий: часть анархо-коммунистов и анархо-синдикалистов является сторонниками технологического прогресса, другая часть относится к нему крайне скептически, а анархо-примитивисты выступают резко против самого понятия цивилизация и технологического прогресса, при этом экоанархисты, последователи идей социальной экологии, утверждают, что экологические проблемы заключаются не в технологиях, а в том, кто и как их использует.
Демократия так же вызывает неоднозначную оценку в рядах анархистов. Для одних демократия — это форма власти, а потому — угнетения и иерархического общественного устройства, так что они отрицают в том числе и понятие о «прямой демократии», так как «„кратия“ означает „власть“», в то время как другие отстаивают принцип прямой демократии, утверждая, что он вполне соответствует анархистским представлениям о свободном безгосударственном обществе. Проблема насилия также разделяет анархистов: одни являются его резкими противниками, в то время как другие — апологетами (что, кстати, уже сыграло злую шутку с анархистами на рубеже девятнадцатого-двадцатого веков, когда, увлёкшись пропагандой действием, терроризмом и экспроприациями, анархисты оказались загнанными в политическое «гетто»).
Анархизм часто ассоциируется с утопическим восприятием мира. Однако не все анархисты считают это весомой критикой, трактуя утопию, как форму коллективного воображения, необходимого для существования политики и этики.
Другой распространённый взгляд на утопизм в анархистских идеях — отказ от финализма и конструирования желаемого будущего. Взамен предлагается рассматривать анархизм как мировоззрение, способное быть мотивом для стремления к идеалам не сводимым к фиксированному и идеальному состоянию социума.

## Критика анархизма
Анархизм критиковали с различных сторон. Так, Фридрих Энгельс писал, что «у Бакунина своеобразная теория — смесь прудонизма с коммунизмом, причём самым существенным является прежде всего то, что главным злом, которое следует устранить, он считает не капитал и, следовательно, не возникшую в результате общественного развития классовую противоположность между капиталистами и наёмными рабочими, а государство».
Иосиф Покровский писал: «Если есть учение, которое поистине предполагает святых людей, так это именно анархизм; без этого он неизбежно вырождается в звериное bellum omnium contra omnes».

## Наиболее известные организации анархистов

### Исторические
- Action Directe — «Прямое действие». Франция. 1979—1987. Террористическая организация.
- FAUD — Союз свободных рабочих Германии (нем. Freie Arbeiter Union Deutschlands), 1919—1933.
- РПАУ — Революционная повстанческая армия Украины, 1918—1921.
- Юрская федерация — существовала в 1870—1880 годах. Швейцария и другие страны.

### Существующие

#### Международные
- ABC — Анархический чёрный крест (англ. Anarchist Black Cross).
- ICL — Международная конфедерация труда (МКТ), новый анархо-синдикалистский интернационал (англ. International Confederation of Labor, исп. Confederación Internacional del Trabajo). Возник в 2018 году после выхода из Международной ассоциации трудящихся её старейших организаций (испанской CNT, аргентинской FORA, итальянской USI и немецкой FAU) и их объединения с североамериканской IWW.
- IWA — Международная ассоциация трудящихся (МАТ), анархо-синдикалистский интернационал (англ. International Workers Association, исп. Asociación Internacional de los Trabajadores). Существует с конца 1922 года.
- IWW — Индустриальные рабочие мира (англ. Industrial Workers of the World). США и другие страны. Существует с 1905 года.

#### Национальные
- CNT — Национальная конфедерация труда (исп. Confederación Nacional del Trabajo). Конфедерация анархо-синдикалистских профсоюзов. Испанская секция МАТ. Существует с 1910 года.
- CrimethInc.[англ.] — децентрализованный анархический коллектив, действующий в США и других странах. Существует с 1996 года. Название является игрой смыслов. Его звучание можно перевести как «Преступное мышление», а написание как «корпорация „Преступление“».
- FAI — Федерация анархистов Иберии (исп. Federación Anarquista Ibérica). Испания. Существует с 1927 года.
- FORA — Аргентинская региональная рабочая федерация (исп. Federación Obrera Regional Argentina). Аргентинская секция МАТ. Существует с 1901 года.
- SAC — Центральная организация рабочих Швеции (швед. Sveriges Arbetares Centralorganisation). Является федерацией анархо-синдикалистских профсоюзов. Существует с 1910 года.
- USI — Итальянский синдикальный союз (итал. Unione Sindacale Italiana). Создан в 1912 году (воссоздан в 1950).
- АД — Автономное действие. Российская организация, существует с 2002 года. После 2016 года действует в качестве издательского центра.
- АДА — Ассоциация движений анархистов, старейшая из существующих организация анархистов на территории экс-СССР, объединяла в своих рядах русскоязычных анархистов в разных странах мира. Бывшая секция синтетического Интернационала федераций анархистов. Существовала в России с 1990 года. После 2014 года неактивна.
- КРАС — Конфедерация революционных анархо-синдикалистов, Российская секция Международной ассоциации трудящихся. Существует с 1995 года.
- Прамень — белорусская анархистская организация[211].
- РД — Революционное действие (бел. Рэвалюцыйнае Дзеянне). Милитант-коммунисты, Беларусь.
- САУ — Союз анархистов Украины. Существует с 2002 года. Объединяет преимущественно рыночных анархистов Одессы.

### Наиболее известные анархисты
- Анархисты (категория)

### Журналы и газеты российских анархистов
- Журнал «Автоном» и газета «Ситуация» (издания «Автономного действия»)
- Журнал «Винтовка» (издание Ассоциации движений анархистов)
- Газета «Воля» (редактор — Влад Тупикин)
- Зин «Молот ведьм» (анархо-феминистский журнал)
- Газета «Прямое действие» и журнал «Либертарная мысль» (издания «Конфедерации революционных анархо-синдикалистов» (КРАС-МАТ))
- Журналы «Свобода или смерть» и «Чёрное знамя» (издания «Революционного действия»)

### Прочее
- Автономизм
- Левый коммунизм
- Либертарный социализм
- Иллегализм
- Сквоттинг
- Стритфайтеры
- Толстовство
- Персимфанс

### Критика
- Бердяев Н. А. Философия неравенства Архивная копия от 16 июня 2010 на Wayback Machine // Философия свободы. — : АСТ: АСТ МОСКВА, 2007. С. 627—641
- Дюкло Ж. Бакунин и Маркс: Тень и Свет. — М.: Прогресс, 1975
- Ильин И. А. О сопротивлении злу силой. — М.: Даръ, 2005.
- Каутский К. Путь к власти: Политические очерки о врастании в революцию; Славяне и революция. М.: КомКнига, 2006. С. 71-75
- Ломброзо Ч. Анархисты // Преступление. Новейшие успехи науки о преступнике. Анархисты. — М.: Инфра-М, 2004. С. 227—315
- Масарик Т. Г. Россия и Европа. Эссе о духовных течениях в России. Т. 1-3. — СПб: РХГИ, 2004
- Маркс К. Немецкая идеология Архивная копия от 23 октября 2008 на Wayback Machine // Маркс К., Энгельс Ф. Сочинения, 2 изд. Т. 3. — М.: Государственное издательство политической литературы, 1955. С. 7-544
- Маркс К. Нищета философии Архивная копия от 23 октября 2008 на Wayback Machine // Маркс К., Энгельс Ф. Сочинения, 2 изд. Т. 4. — М.: Государственное издательство политической литературы, 1955. С. 65-185
- Плеханов Г. В. Анархизм и социализм Архивная копия от 31 декабря 2008 на Wayback Machine // Соч. Т. 4. — М., 1925
- Смирнов И. П. Человек человеку — философ. Архивная копия от 3 апреля 2007 на Wayback Machine — СПб.: Алтей, 1999. С. 297—327
- Сталин И. В. Анархизм или социализм? Архивная копия от 1 июня 2009 на Wayback Machine // Сочинения. Т. 1. — М.: ОГИЗ; Государственное издательство политической литературы, 1946. С. 294—372.
- Тарасов А. Мать беспорядка Архивная копия от 16 мая 2011 на Wayback Machine // Неприкосновенный запас № 5(67), 2009
- Ударцев С. Ф. Критика классического анархизма Архивная копия от 3 апреля 2009 на Wayback Machine // Политическая и правовая теория анархизма в России: история и современность Архивная копия от 2 апреля 2009 на Wayback Machine. — М.: Высшая школа права «Форум», 1994. С. 244—253
- Задирака В. Анархизм Архивная копия от 4 ноября 2016 на Wayback Machine // Энциклопедия «Альтернативная культура». — Екатеринбург: Ультра.Культура, 2005
- М. Ю. Варьяс Анархизм Архивная копия от 19 апреля 2020 на Wayback Machine — статья из православной энциклопедии (pravenc.ru)